# Shetland (cheval)
Vous lisez un « article de qualité » labellisé en 2024.
Pour les articles homonymes, voir Shetland (homonymie).
Le Shetland (anglais : Shetland Pony) est une race de poneys originaire des îles Shetland, au nord de l'Écosse. C'est l'une des plus petites races de chevaux au monde, particularité qu'il doit à son adaptation au biotope rigoureux de son île originelle. Le Shetland fait l'objet d'une forte demande comme animal de travail à partir des années 1850 grâce à sa taille réduite et son corps massif, qui lui permettent de se faufiler dans les étroites galeries minières et de transporter en tractant des wagonnets de charbon ou de métaux. Il est exporté partout dans les îles Britanniques. Avec le développement de l'équitation sur poney, il devient un animal de loisir et d'instruction pour les enfants, ce qui lui a valu de gagner le monde entier.
Le Shetland se distingue par son apparence « mignonne », suscitant l'affection et l'attendrissement chez les humains et facilitant d'autant son usage de poney pour les enfants, voire d'animal de compagnie. En dépit de sa petite taille, il est particulièrement robuste, ce qui lui permet de tracter deux fois son propre poids. Le Shetland est aussi un poney rustique, tolérant bien les climats froids et humides. Il est cependant victime de problèmes de santé spécifiques, dont l'obésité et la luxation congénitale de la rotule.
C'est l'une des races de chevaux les mieux diffusées dans le monde, bien que le dénombrement des effectifs totaux soit complexifié par un grand nombre de croisements et de poneys sans documents généalogiques connus. Il est présent dans toute l'Europe, particulièrement aux Pays-Bas, en France et en Allemagne, en plus de son pays natal ; il se retrouve aussi en Amérique centrale, dans l'Amérique du Sud, en Australie et en Afrique du Sud. Son élevage est populaire, car simple à conduire.

## Dénomination
Cette race de poneys tire son nom des Shetland, un archipel écossais situé au nord de l'île de Grande-Bretagne, à la même latitude que le sud du Groenland,,. Son nom originel en anglais est Shetland pony. Le Shetland fait partie du groupe des poneys britanniques des montagnes et des landes. Il est également surnommé sheltie.
La race du poney Shetland est très souvent confondue avec tout poney d'une taille d'environ un mètre. Or pour avoir l'appellation officielle de « Shetland », un poney doit être de race Shetland et non pas seulement de petite taille, c’est-à-dire qu’il doit respecter un standard de race.

## Sources
Le premier ouvrage encyclopédique en langue française consacré au poney Shetland est celui d'Emmanuelle Lepetit, en 2011, qui a pris ses sources dans des ouvrages anglophones.

## Histoire

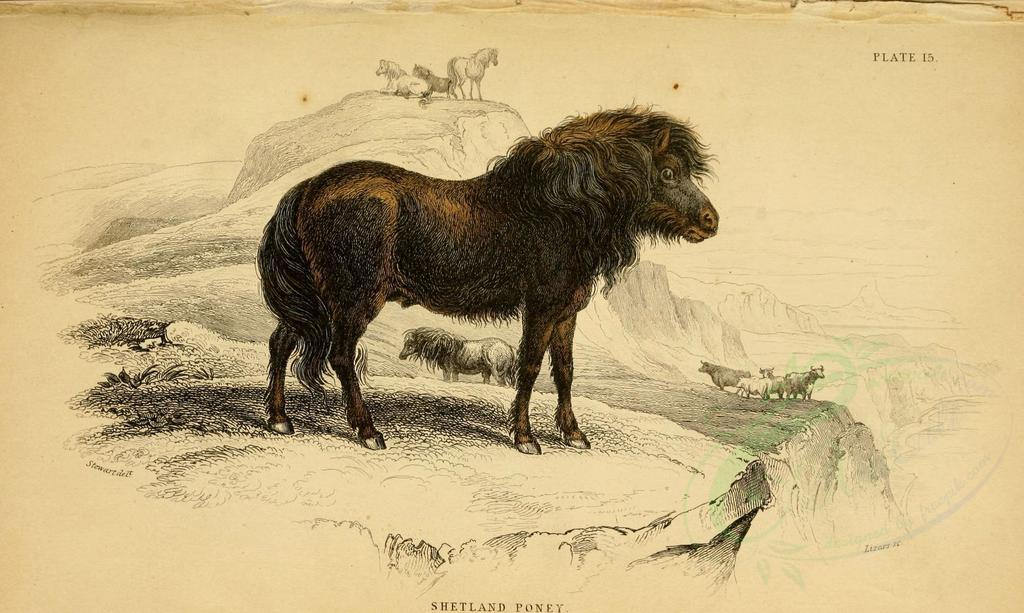
Lithographie ancienne d'un poney Shetland.

### Origine
Les origines du poney Shetland sont obscures, aucune hypothèse relative à son arrivée sur ces îles ne faisant consensus,,,,,.
Il a vraisemblablement été amené sur ces îles par des colons celtes, entre 2000 et 1000 av. J.-C.. Il est en effet proche du poney celte primitif. Selon l'auteur britannique Elwyn Hartley Edwards, il a pu évoluer à partir de poneys proches de l'Exmoor et venus de l'île de Grande-Bretagne, au sud des Shetland ; l'hypothèse inverse d'une arrivée à partir du Nord correspond en effet moins à son évolution insulaire. L'autrice tchèque Helena Kholová estime que le Shetland fut introduit vers l'an mille sur l'île par des colons norvégiens, et partage la même origine que le poney des Lofoten. L'autrice Emmanuelle Brengard de Cheval Magazine, sans citer ses sources, date la naissance de la race vers 2500 av. J.-C..
L'autrice Judith Dutson mentionne des origines communes avec les poneys et petits chevaux présents en Islande, en Scandinavie, en Irlande et au pays de Galles. De même que Bonnie Lou Hendricks (université de l'Oklahoma), elle cite une hypothèse qui ferait provenir cette race de Scandinavie, avant la séparation des terres par les eaux aux alentours de 8000 av. J.-C., les poneys ayant ensuite rejoint l'Écosse grâce aux premiers Celtes,. Edwards juge cette hypothèse peu crédible ; de plus, rien ne soutient une arrivée aussi précoce (ni l'archéologie, ni la génétique). Les ossements les plus anciens retrouvés sur l'île datent du VIe siècle av. J.-C.. Ils sont présumés appartenir à des animaux domestiqués. La race est citée comme remontant à l'âge du bronze,,. Le Shetland est morphologiquement et génétiquement proche de l'Islandais, ainsi que des races de poneys scandinaves comme le Fjord,. Il est possible que cela résulte des échanges commerciaux entre l'Écosse et la Norvège au Moyen Âge,.
La sélection naturelle, l'adaptation aux conditions climatiques rigoureuses des îles où les abris sont rares, ont forgé au cours des siècles un petit équidé robuste et très rustique,,,. Sa petite taille lui permet de survivre avec une moindre quantité de nourriture à disposition, les îles Shetland n'offrant pour source de nourriture herbivore que des landes à buissons nains, du lichen et de la bruyère,. Datée du IXe siècle, l'une des pierres de Bressay, l'une des îles Shetland, représente des moines chevauchant des équidés de très petite taille.
Le Shetland reçoit très peu, voire pas d'influences extérieures,,, à l'exception de celle du poney des Lofoten norvégien et d'éventuels petits chevaux amenés par les Vikings. Il est très peu probable que le Shetland ait été croisé avec l'Arabe. L'auteur autrichien Martin Haller cite des croisements possibles avec des chevaux norvégiens, Highland écossais, et même avec le Mustang, qui n'ont pas laissé de traces.
Une hypothèse peu crédible fait des ancêtres du Shetland des chevaux transportés par l'Invincible Armada, ; d'autres sources citent des croisements avec des chevaux espagnols transportés par cette flotte,. Tout cela relève très probablement de la légende.

### XVIIeetXVIIIesiècles
Dans les années 1600, les habitants des îles Shetland utilisent les poneys pour le travail dans les fermes et leur font transporter de la tourbe (peat) servant de combustible, ou des algues, dans des paniers en osier nommés kishies. La race est en effet décrite en 1603 dans le Court Book en Shetland, qui en contient la première mention écrite connue. Le Shetland reste d'usage à ces tâches pendant plusieurs siècles.
Les habitants des îles Shetlands utilisent aussi les crins de sa crinière et de sa queue pour confectionner des cannes à pêche, et pour rembourrer des matelas. Sur ces îles, couper les crins d'un poney qui appartient à quelqu'un d'autre est alors passible d'une amende.
Le révérend John Brand décrit les poneys locaux dans son œuvre de 1701 Brief description of Orkney, Zetland, Pightland-Firth & Caithness ; il y loue leur force remarquable et leur adaptation au climat local, précisant que des chevaux de plus grande taille ne seraient sans doute pas capables de survivre sur ces îles.
Au XVIIIe siècle, l'élevage de poneys reste totalement centré sur les îles. Seul un très petit nombre de spécimens est exporté et vendu dans différents pays européens.
Les poneys font partie de la vie quotidienne des insulaires. Ils vivent la majeure partie du temps avec des moutons, dans de grandes étendues communales nommées scattalds, et sont récupérés au bon vouloir des fermiers. Ces derniers utilisent les poneys pour le bât, pour toutes sortes de charges, des céréales à la tourbe,.

### XIXesiècle

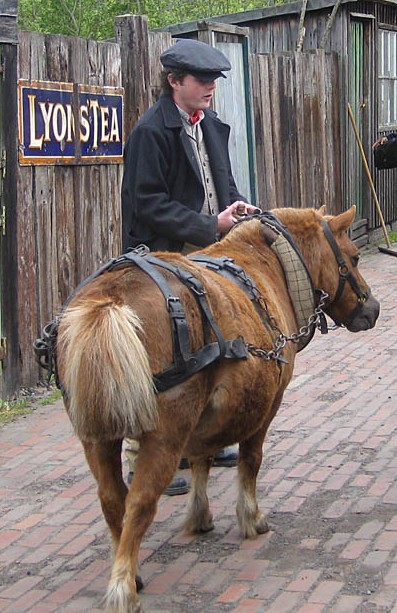
Reconstitution d'un poney des mines de fond au Beamish Museum, en 2011.

Le Parlement du Royaume-Uni interdit le travail des enfants dans les mines de charbon durant les années 1840 ; cela pousse les propriétaires de mines d'Angleterre à utiliser des poneys de petite taille pour leur capacité à accéder aux galeries étroites, et crée une forte demande pour des Shetlands,,.
L’élevage de poneys devient donc florissant dans les années 1850. Les habitants des îles Shetland exportent des centaines de poneys vers l'île de Grande-Bretagne, jusqu'à 500 par an. Ils sont utilisés comme animaux de trait afin de tirer les chariots dans les mines, à partir de l'âge de 4 ans. Cela favorise la sélection de poneys de type lourd, à l'ossature très solide. Seuls les sujets mâles sont retenus pour ce travail. Ce choix pratique vise à éviter les tensions mâles-femelles au sein de la mine, mais a une conséquence désastreuse sur l'élevage. Les étalons restés dans les îles pour la reproduction baissent rapidement en qualité,. Les couleurs de robe foncées (noir, bai) sont également privilégiées, car moins salissantes pour du travail minier.
Parallèlement, à l'époque victorienne, de nombreux aristocrates britanniques acquièrent des Shetland pour leurs enfants, sous l'influence de la reine Victoria qui en possède plusieurs paires attelées à ses phaétons.
À la fin du siècle et en conséquence des exportations, le nombre de poneys sur les îles Shetland est passé d'environ 10 000 à environ 5 000, voire 4 000.

#### Influence du haras de Bressay

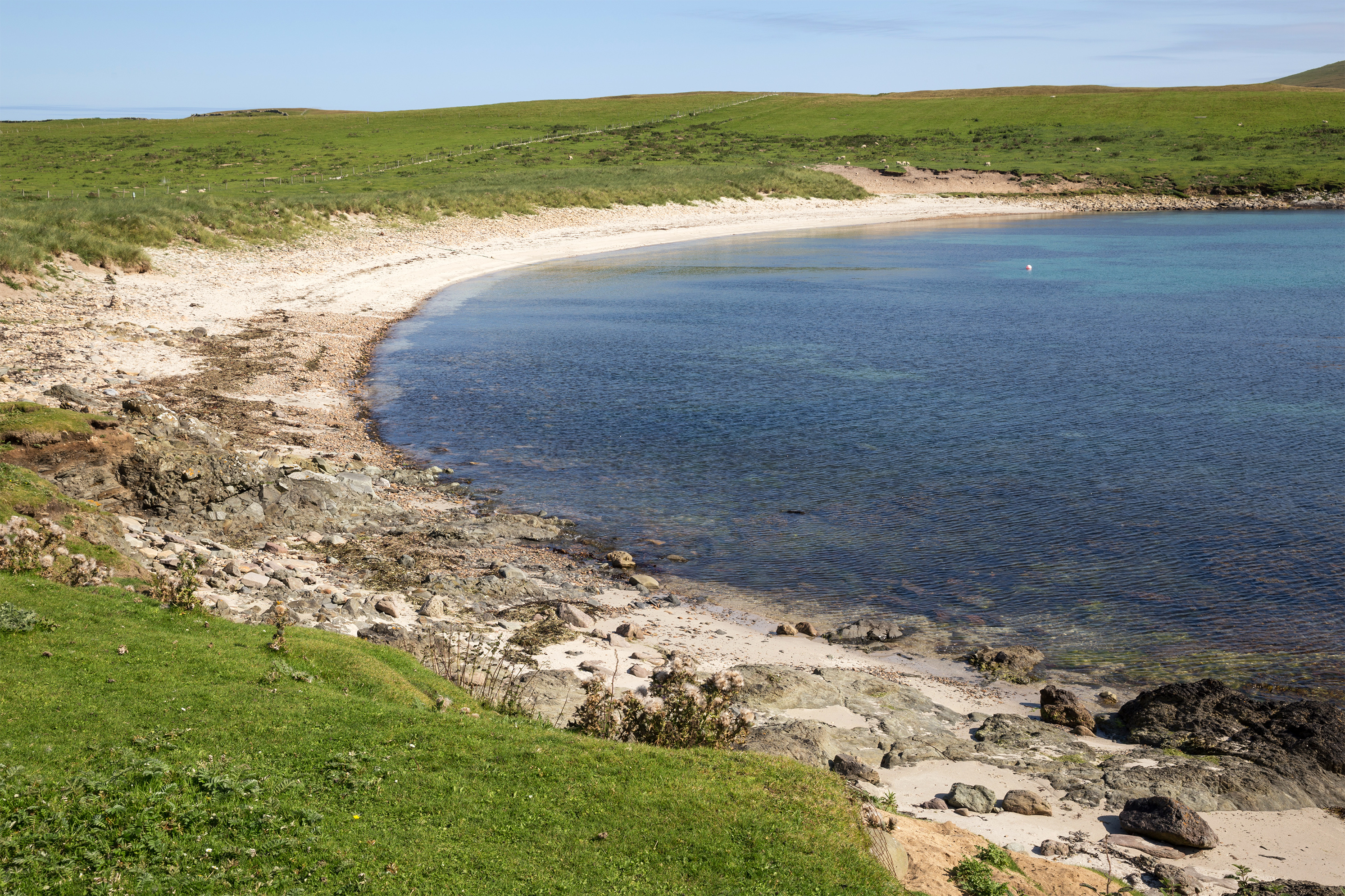
Paysage de l'île de Noss durant l'été.

En 1873, le propriétaire minier George Vane-Tempest, cinquième marquis de Londonderry, lance son propre élevage de poneys sur les îles Shetland afin de remédier aux difficultés à trouver de bons poneys pour le travail des mines,. Le haras de Bressay, installé sur l'île de Noss, devient au fil du temps un important exportateur,.
Londonderry engage un vétérinaire, Robert Brydon, et un éleveur, Meiklejohn. Ils achètent environ 200 poneys sur toute l'île et sélectionnent six étalons reproducteurs pour démarrer leur élevage.
L'étalon noir nommé Jack 16 devient un ancêtre fondateur important de la race Shetland actuelle, avec 49 descendants. Un autre fondateur est Thule 36, lui aussi de robe noire.
Ses propriétaires ferment le haras en 1899 après avoir échoué à négocier le bail des îles ; son cheptel est alors dispersé entre plusieurs éleveurs, majoritairement en Angleterre.

#### Structuration de l'élevage
Une première tentative de création d'une association « pour l'amélioration de la race des chevaux et poneys des Shetland » a lieu en 1868, mais l'association est dissoute dix ans plus tard faute de soutien. L'idée est relancée quelques années plus tard par le sixième marquis de Londonderry, Charles Vane-Tempest-Stewart, qui a succédé à son père mort en 1884.
En 1890, il créée la Shetland Pony Stud-Book Society,. Le premier registre généalogique Stud-Book de la race est publié l'année suivante. Les éleveurs y inscrivent 457 poneys, tous inspectés et validés conformes par un comité, et fixent dans le standard la hauteur maximum au garrot ainsi que les robes autorisées,. Les 48 premiers étalons inscrits proviennent tous du haras de Bressay. Cent-onze éleveurs sont répertoriés.
Il existe alors deux types de Shetlands : le lourd issu du travail de sélection minier, dit aussi « lignée Londonderry », et un plus léger populaire pour l'équitation des enfants et la traction légère,.

### AuXXesiècle

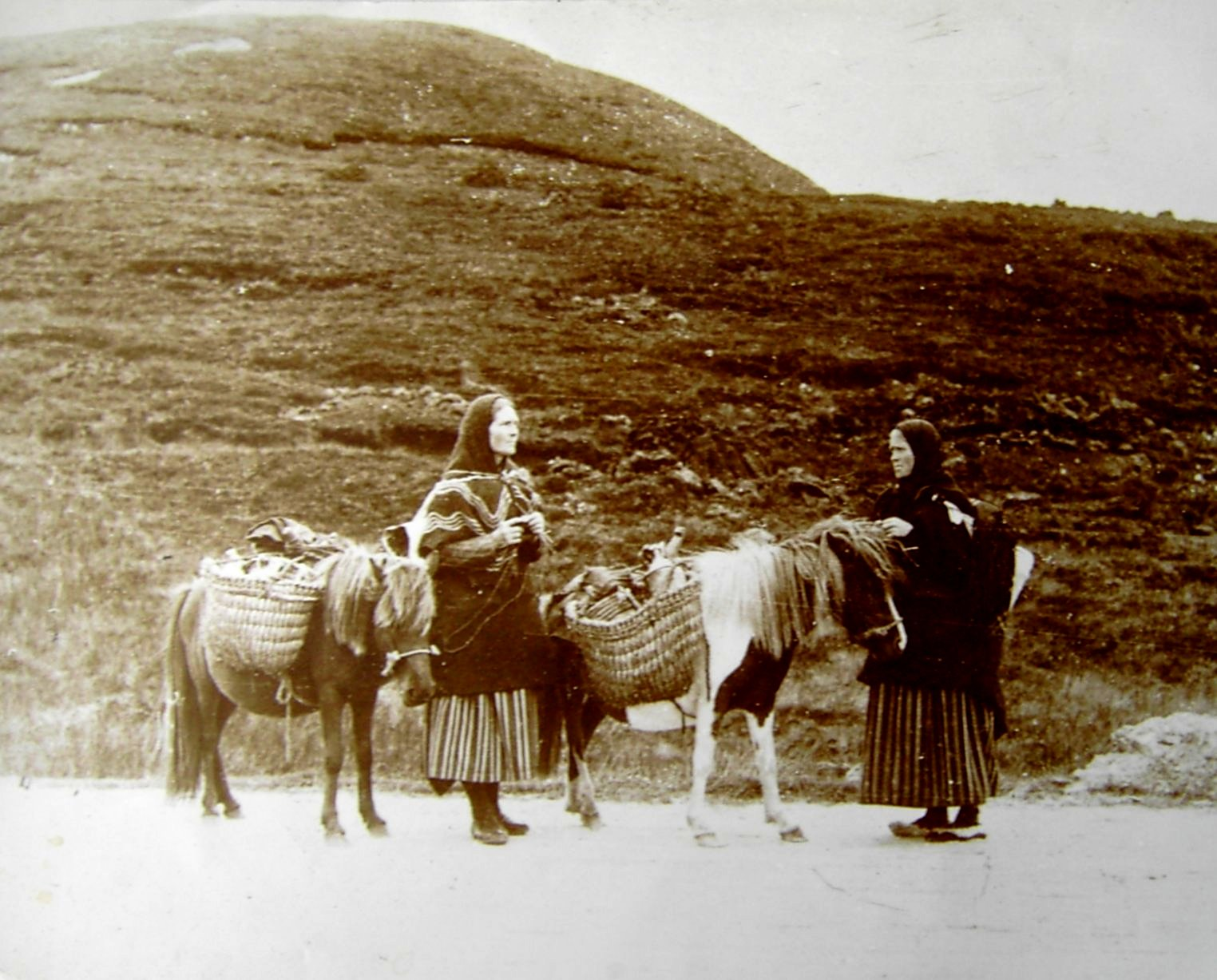
Utilisation traditionnelle du poney Shetland dans les îles en 1900.

Après la création du registre généalogique de la race, les habitants des îles Shetland perdent l'habitude d'y enregistrer leurs poneys, cette pratique étant nouvelle dans leurs élevages artisanaux. Le stud-book se ferme aux poneys non-descendants d'ancêtres connus en 1905, avant de rouvrir de 1909, afin de permettre l'enregistrement de poneys dont les ancêtres ne sont pas connus. L’impératif d'enregistrement a pour objectif initial de préserver la race de croisements, en particulier avec le Welsh A, très commun lui aussi dans le travail des mines. Les poulains issus de ce croisement sont plus grands et moins typés que le Shetland originel. C'est l'une des motivations pour fixer la limite de taille maximale à 1,07 m.
À partir du XXe siècle, la majorité des éleveurs de poneys Shetland identifiés sont des Anglais de la haute société, établis sur l'île de Grande-Bretagne. Le haras d'Estella et Dorothea Hope, à South Park dans le Sussex, devient le principal élevage après la fermeture du haras de Bressay, récupérant la majorité de ses lignées. Jusqu'à sa mort en 1958, Estella Hope est l'éleveuse de Shetland la plus renommée du pays. La Première Guerre mondiale pousse les éleveurs pauvres à vendre tout leur cheptel aux mines et à se désintéresser du Shetland. La Grande Dépression des années 1930 et l’avancée de la motorisation affectent particulièrement l’élevage. Dans les îles, la qualité des poneys se fait sentir, aucune sélection n’étant réalisée par les fermiers dans les scattalds où ils sont seuls maîtres. De plus, le poney Welsh tend progressivement à remplacer le Shetland en tant que monture pour enfants.
La reine Élisabeth II reprend et poursuit l'intérêt que la reine Victoria portait à ce poney. Le Shetland est toujours utilisé dans les mines jusqu'à la Seconde Guerre mondiale, et dans les îles pour le travail de ferme traditionnel. Durant la Seconde guerre mondiale, il est attelé à des charrettes de transport d'enfants, en Angleterre. L'utilisation minière cesse totalement après les années 1950. Les exportations depuis les îles Shetland cessent aussi, le coût du transport d'un poney étant devenu supérieur à la valeur marchande de l'animal. Les éleveurs Betty et Maurice Cox reprennent localement la sélection de la race avec leur élevage de Marchwood, créé au début des années 1950.
L’implication du Department of Agriculture in Scotland permet lors de l’établissement du Crofter’s Act en 1955 de réglementer la reproduction des poneys dans les scattalds. Chaque année, plusieurs étalons approuvés par le stud-book sont sélectionnés et intégrés au troupeau pour la période de reproduction,. À la suite de cette mesure, la qualité des poneys progresse rapidement. Des ventes organisées en Écosse remportent un franc succès. À partir des années 1960, le développement de l'équitation de loisir sur poney donne un nouveau souffle à l'élevage du Shetland. Il s’exporte aux États-Unis et dans toute l’Europe. Il devient rapidement la première monture pour les jeunes enfants, dans un premier temps parmi des familles fortunées.
Le stud-book du Shetland est de nouveau fermé aux poneys d'ancêtres inconnus en 1971. Un nouveau programme d'élevage est mis en place en 1983.

### Depuis le début duXXIesiècle
La valeur marchande du poney Shetland a beaucoup augmenté pendant la pandémie de Covid-19, les divers confinement ayant motivé des achats de poneys à garder à domicile, parfois dans un objectif thérapeutique,. Alors que ces animaux se marchandaient pour quelques centaines de livres sterling sur les îles Shetland durant les mauvaises saisons, des records de prix à 3 000 livres (soit 3 500 euros) ont été atteints en 2020.
Un poney Shetland nommé Patrick a été symboliquement nommé maire du village anglais de Cockington en 2022, dans un objectif de communication touristique,.

## Description
Même des personnes qui connaissent peu le monde du cheval ont en général une connaissance de ce qu'est un Shetland, en raison de l'apparence bien caractéristique de ces poneys,, dotés d'une forte ossature. Bien que les animaux actuels n'aient plus à affronter les conditions climatiques extrêmes du biotope de leurs ancêtres, cette race en conserve la plupart des caractéristiques.

### Taille et poids

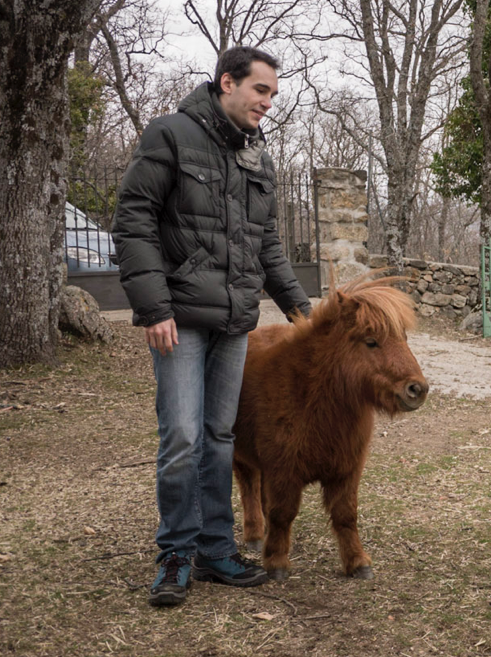
Taille comparée entre un poney Shetland et un homme adulte, dans la sierra madrilène.

Le Shetland est l'une des plus petites races de chevaux au monde. Contrairement aux races de chevaux miniatures, celle-ci ne résulte initialement pas d'un élevage sélectif, mais bien de sélection naturelle. Les îles abritent d'ailleurs d'autres races et espèces animales de petite taille. En 1938, une étude d'hérédité a comparé la taille et la croissance du poulain Shetland et du poulain Shire, l'une des plus grandes races de chevaux au monde. La petite taille du Shetland est associée à une signature génétique, située dans l'intervalle entre le gène IGF1R à 104.2 Mb et le gène ADAMTS17 à 105.4 Mb, des gènes bien connus pour leur rôle dans la petite taille d'autres espèces de mammifères. Un variant de HMGA2 est responsable de cette petite taille chez la race et chez d'autres poneys.
La majorité des poneys atteignent une taille adulte d'environ la moitié de celle d'un cheval de sang, puisqu'elle est comprise entre 76 et 107 cm au garrot. Elle ne doit pas dépasser 1,07 m à l'âge de quatre ans pour qu'il corresponde au standard de la race. D'après Helena Kholová, la majorité des sujets mesurent 81  à   102 cm ; l'auteur italien Maurizio Bongianni cite une fourchette moyenne de 90  à   106 cm.
Il existe trois catégories de tailles : standard pour les sujets de plus de 95 cm, intermédiaire pour ceux entre 86 cm et 95 cm, et miniature.

#### Shetland miniature

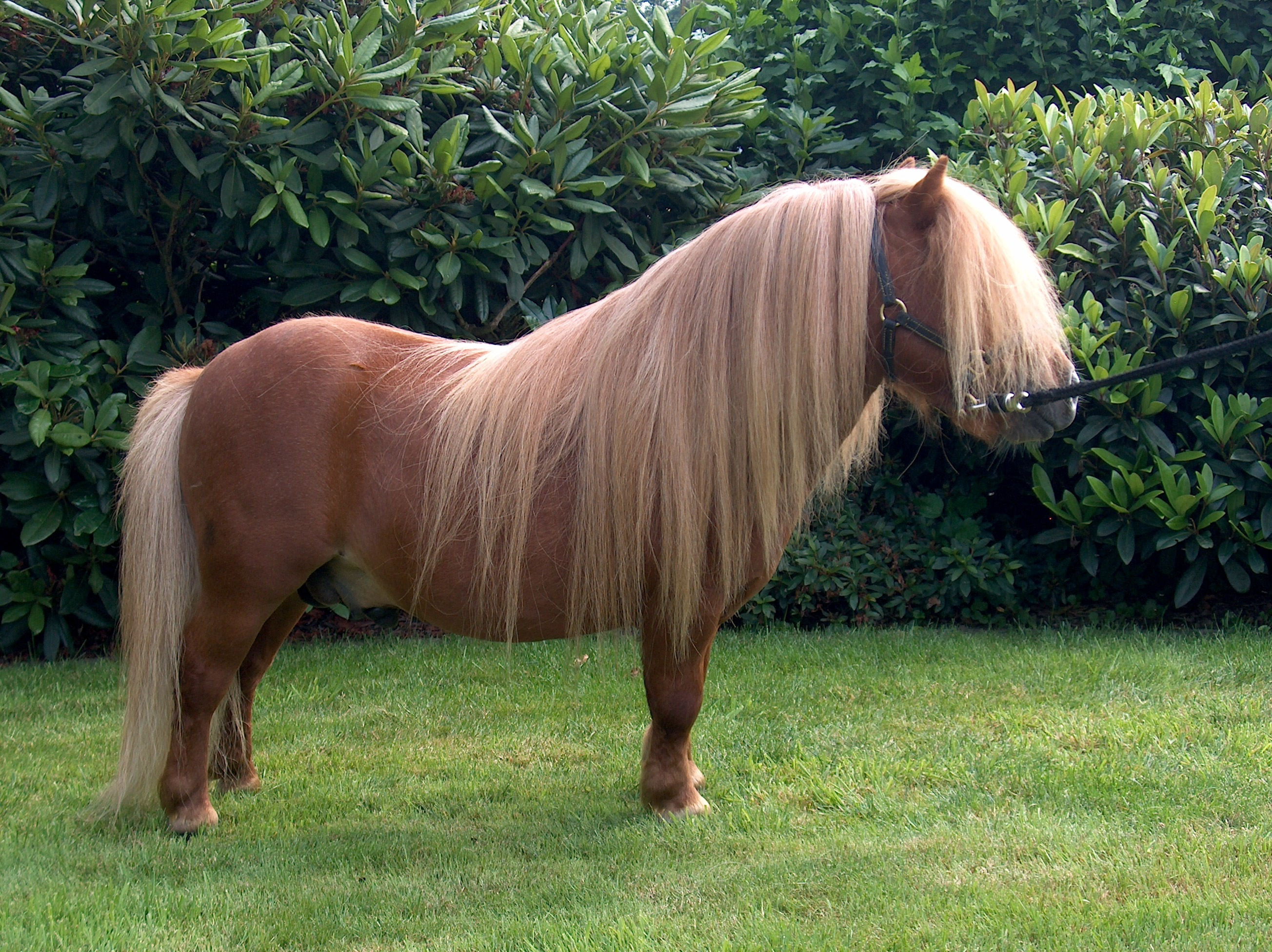
Un Shetland miniature.

Il existe des Shetlands miniatures, sélectionnés par croisement des Shetlands les plus petits, dans le but de répondre à une demande spécifique. La limite de taille entre Shetland et Shetland miniature est fixée à 86 cm (toujours mesurés au garrot),. Les plus petits mesurent environ 68 cm, mais d'après Caroline Silver (1984), le plus petit spécimen de Shetland connu mesurait 65 cm. En 2022, c'est un Shetland miniature allemand du Sauerland, de 50 cm pour 35 kilos et nommé Pumuckel, qui est considéré comme le plus petit du monde, ; il n'est cependant pas homologué par le Livre Guinness des records.
Il ne s'agit pas d'une race différente, mais juste de Shetlands de plus petite taille. Les critères de race sont donc strictement les mêmes que pour les sujets plus grands. Il existe cependant un risque de perdre les qualités de rusticité en ne recherchant que la petite taille. Par ailleurs, les spécificités dentaires des mini-Shetland rendent difficile la détermination de l'âge à partir de l'examen des dents.

#### Masse corporelle
La masse va de 150  à   250 kg selon l'auteur français Serge Farissier, 150 à 225 kg selon Lætitia Bataille ; Bongianni et Lepetit citent une fourchette de 150  à   180 kg,, tandis que Brengard cite une moyenne de 200 kg.

### Morphologie
Le Shetland est un poney médioligne, à bréviligne de très petite taille, trapu, avec une encolure massive et un centre de gravité bas. Sa morphologie générale est ronde et compacte. D'après Emmanuelle Lepetit, il n'est pas de type bréviligne car « beaucoup plus délié qu'on ne le croit ».

#### Tête
La tête du Shetland révèle son adaptation au froid. Kholová la juge peu élégante alors que Bataille la décrit comme expressive. Elle est décrite comme de petite taille par certains auteurs, ou bien de taille moyenne, voire « massive ». Pour Silver, elle est relativement courte, alors que Martin Haller la dit longue et sèche. Le profil en est rectiligne, ou le plus souvent concave (camus),,,.

Tête du Shetland
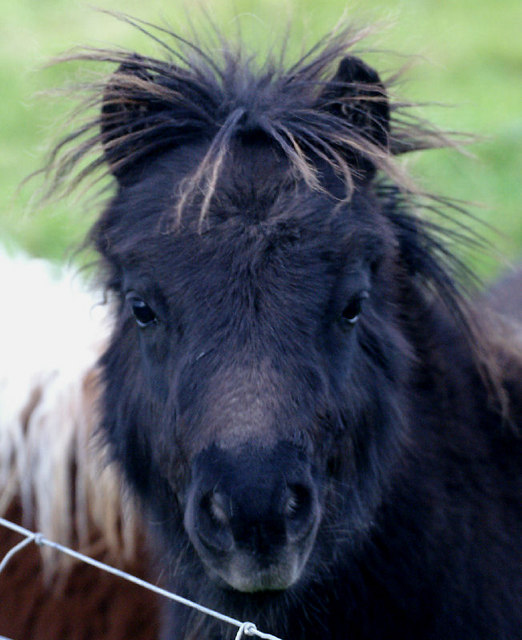
Poulain Shetland noir, vu de face.
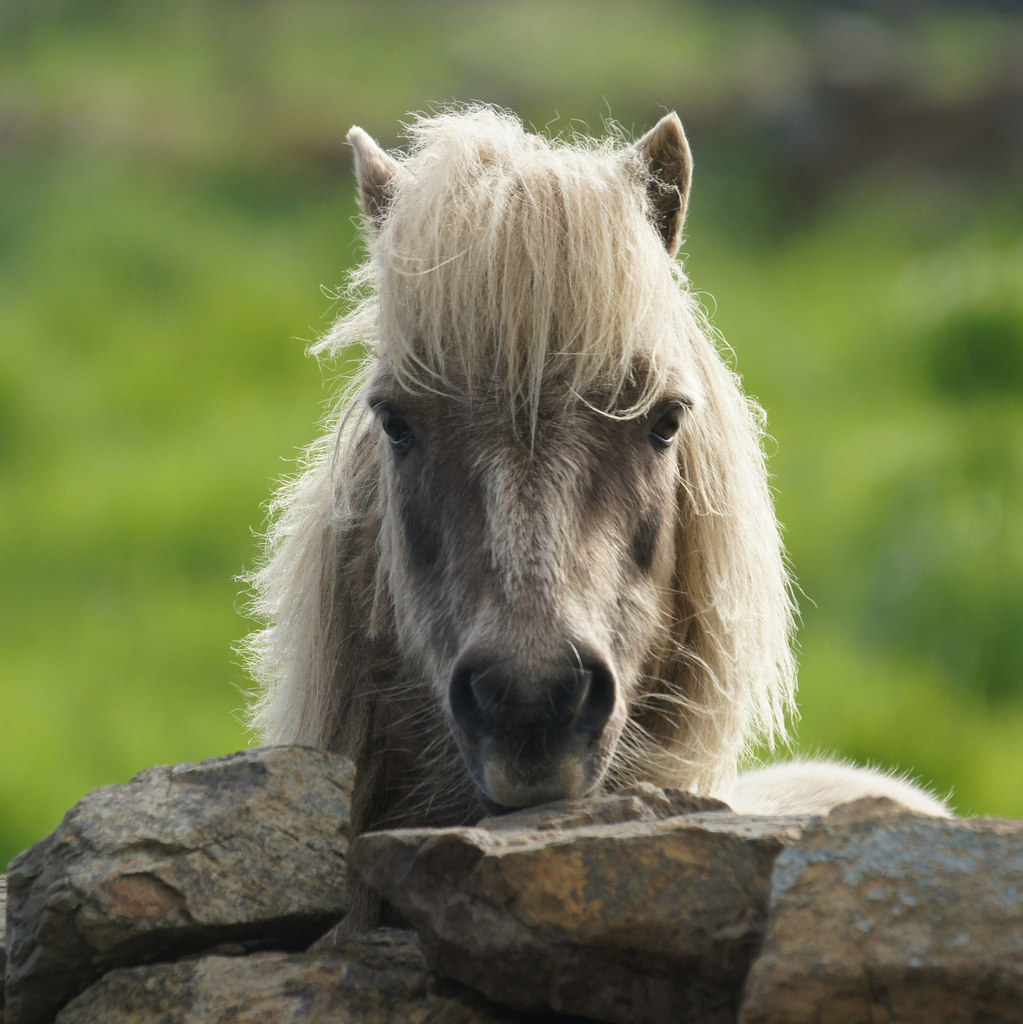
Shetland adulte, vu de face.
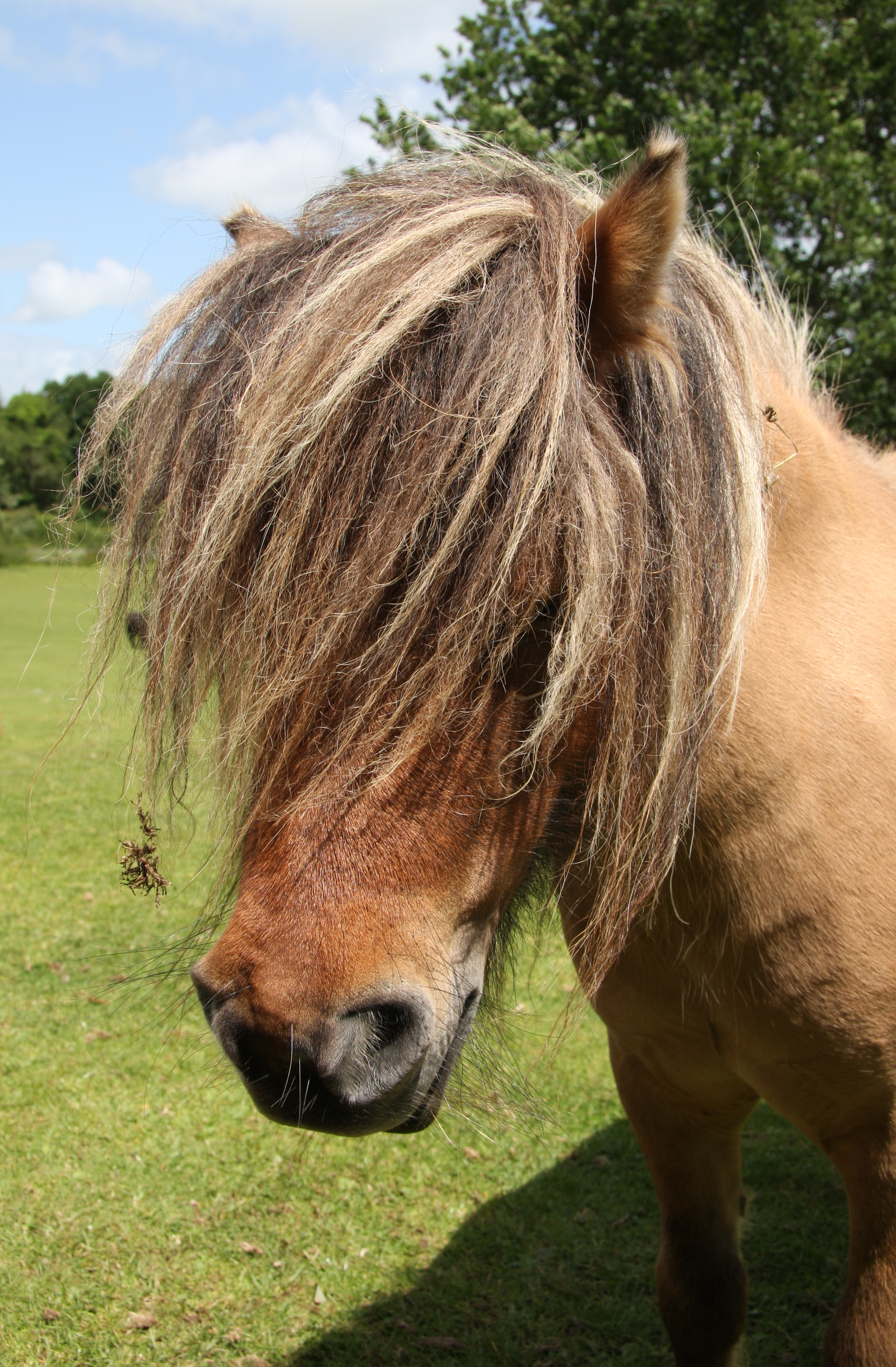
Shetland miniature vu de trois quarts.
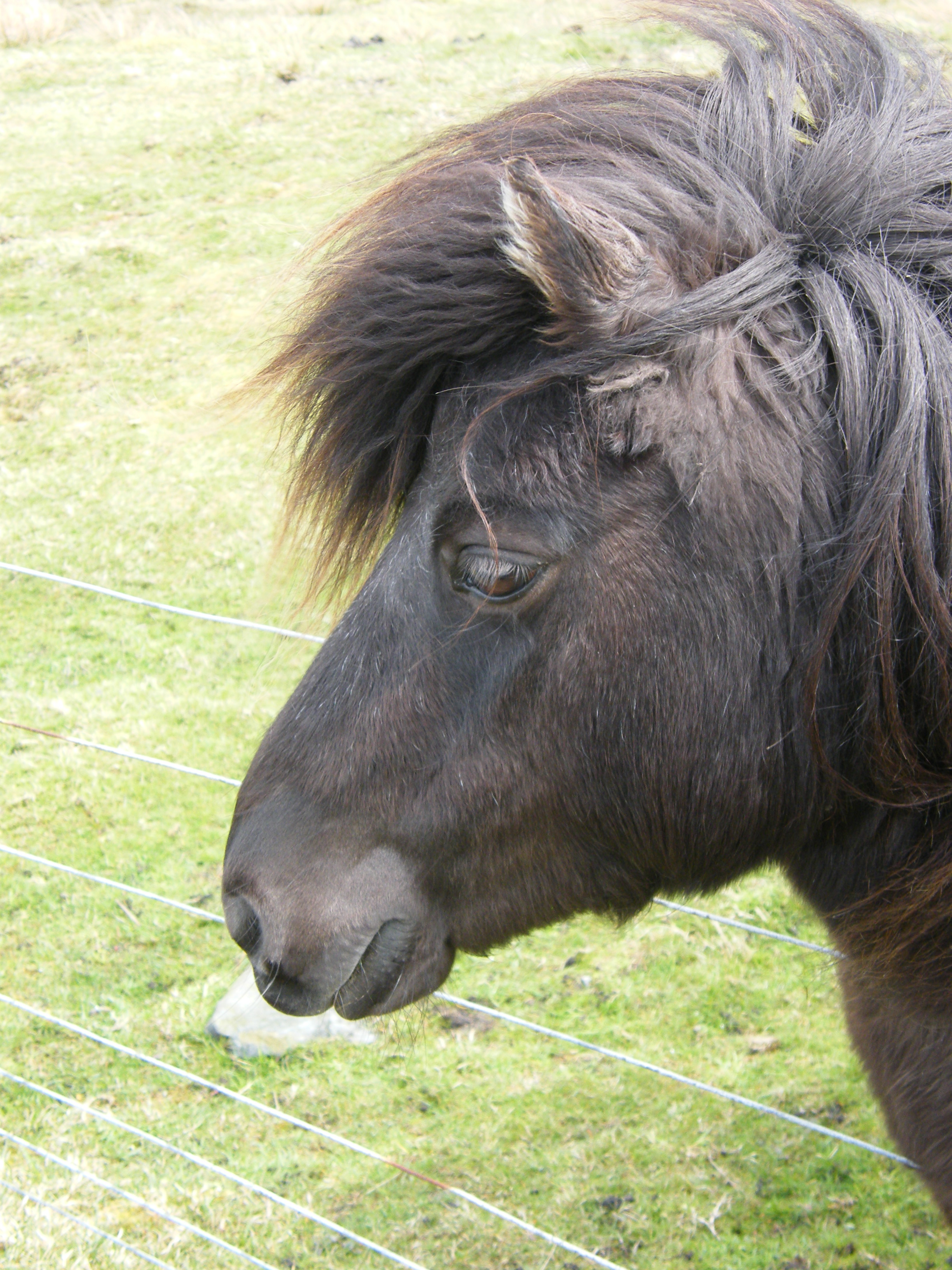
Shetland noir, vu de profil.
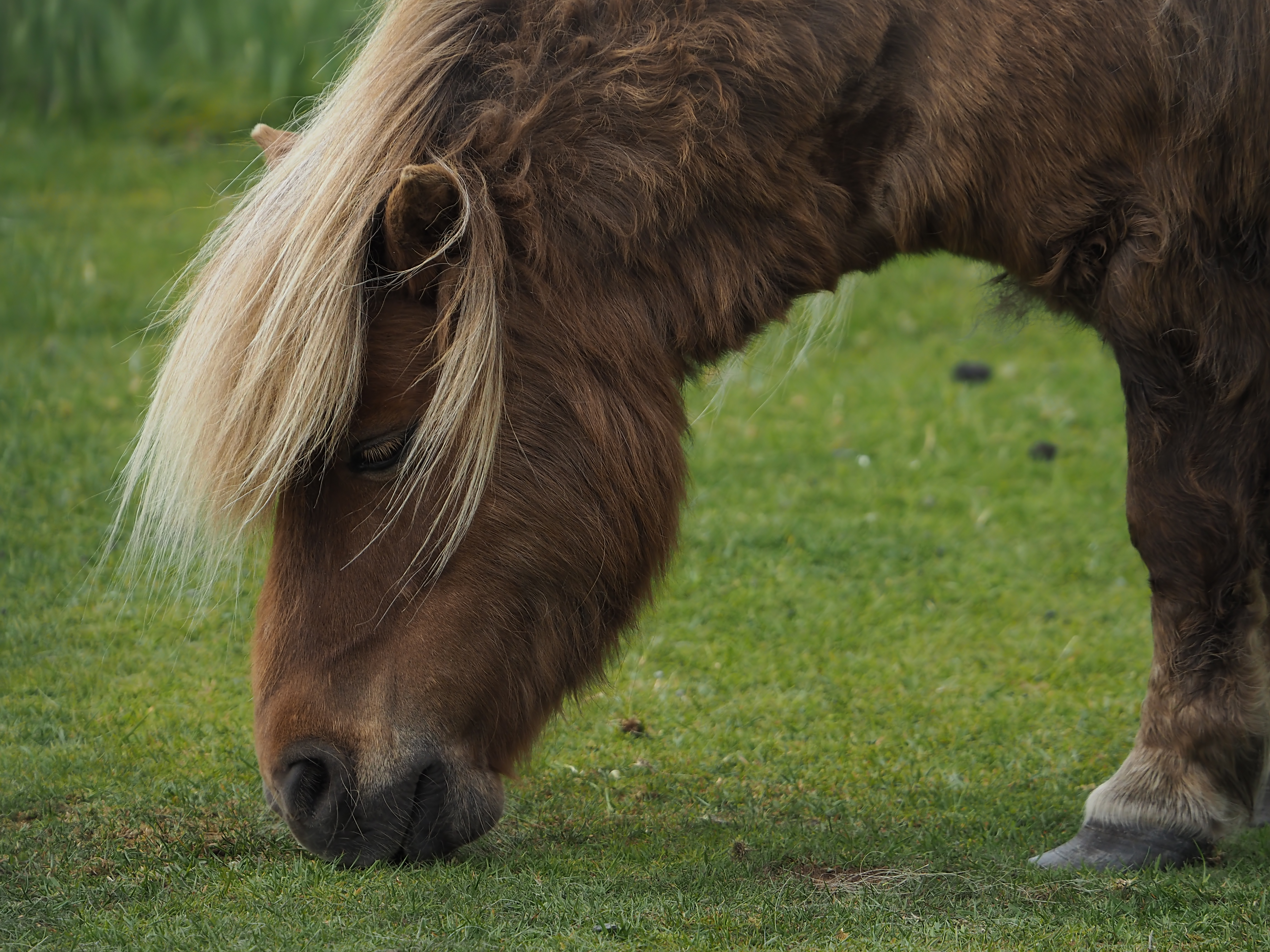
Shetland alezan crins lavés, vu de profil, broutant.
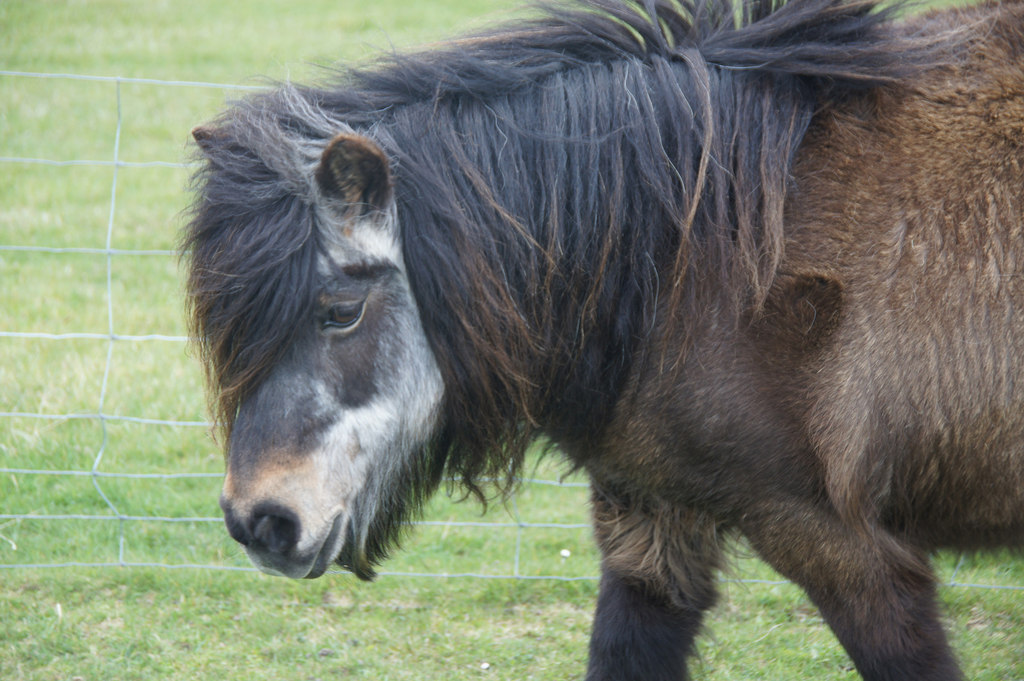
Shetland âgé, vu de profil.

Le front est large,,. L’œil est grand, proéminent,, et dégage une impression d'affection. Les oreilles sont petites,, bien droites et portées haut,,. Les ganaches sont fortes,. Le bout du nez est large, avec de grands naseaux ouverts,. Les vibrisses sont très fournies et plus longues que chez la majorité des autres races de chevaux, résultat de l'adaptation au froid.
Le toupet de la crinière est particulièrement long et abondant,.
Le cerveau du poney Shetland a été étudié en 1946.

#### Avant-main et corps
L’encolure est très forte, courte et large à sa base,, très musclée. Elle est attachée haut. Les mâles ont une encolure particulièrement épaisse, avec un bourrelet longitudinal qui prend naissance à l'épaule.
La crinière est généralement double. Le garrot est large, peu saillant,, et charnu, mais la sortie de garrot est correcte.

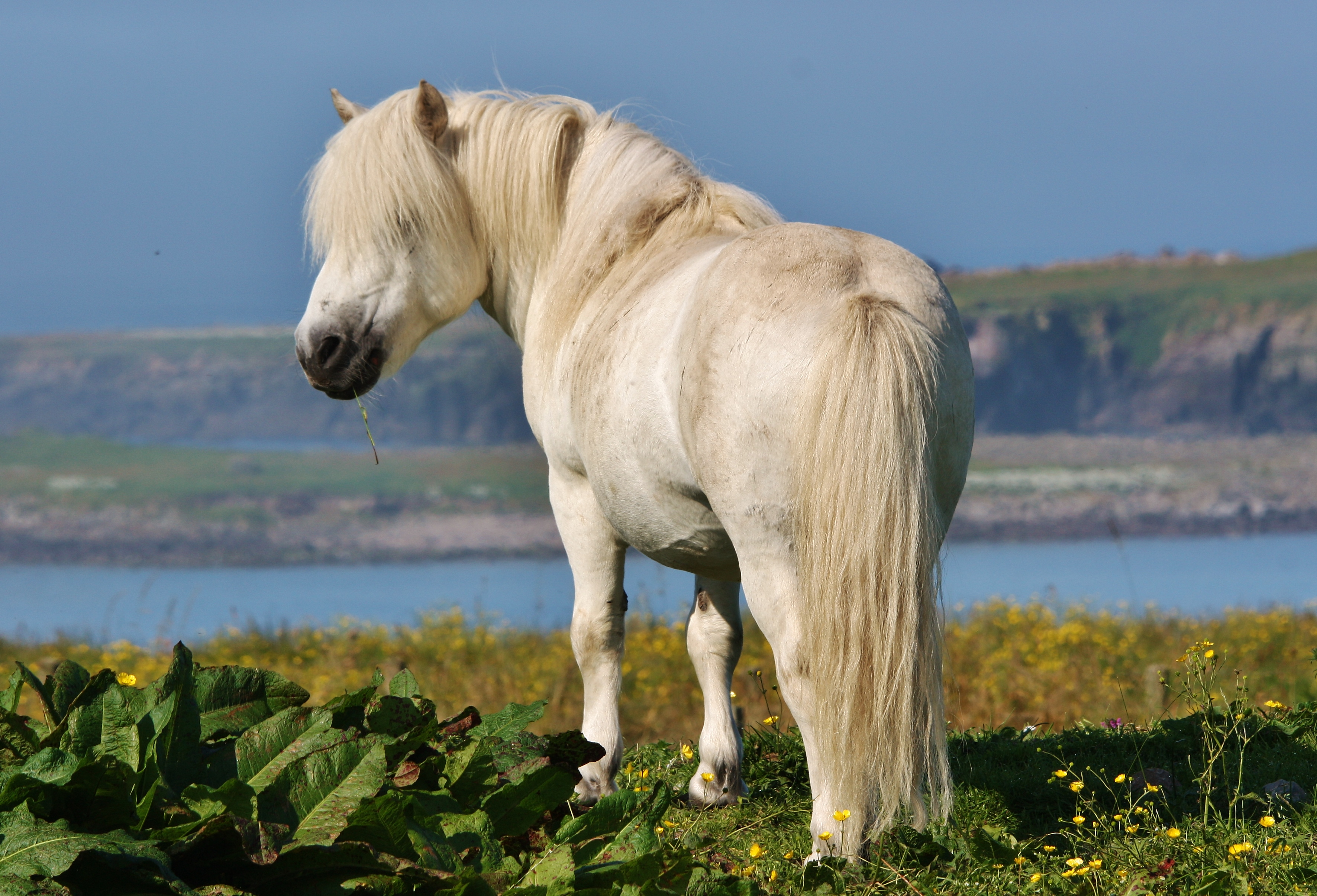
Shetland gris en pelage d'été sur les îles Shetland.

La poitrine est large et profonde,, le Shetland n'étant jamais « serré du devant ». L'épaule est puissante, relativement longue et inclinée,,. La profondeur de sangle très importante accentue l'aspect trapu dégagé par le Shetland,. Le dos est court,, et très large. Cependant, le Shetland est parfois ensellé,. Le ventre est rond,. Le rein est bien musclé et l’arrière-main est large et forte,. La croupe est arrondie et courte, puissante et relativement peu inclinée. La queue est attachée bas selon Kholová, haut selon Bongianni.
Les crins sont longs et abondants,, donnant un ressenti rêche au toucher. La queue est parfois assez longue pour toucher le sol.

#### Membres
Les membres sont courts et robustes, gros et musclés, dotés d'articulations larges,. La cuisse est bien développée et musclée.
Les canons sont courts, généralement notablement plus courts que les chez autres races de chevaux. Le tour de canon est de 17 à 18 cm. Le paturon est incliné et de longueur moyenne. Les fanons sont modérés,. Les pieds sont petits, durs, résistants, ronds et bien formés,. La corne du sabot est solide et de couleur noire bleutée si l'animal n'a pas le bas des jambes blanc.

### Robes
Toutes les robes sont admises par le stud-book, sauf les robes tachetées léopard,, et les robes issues du Gène Champagne qui n'existent pas chez cette race.
Avant les années 1950, la robe la plus fréquente est le noir, car elle a été sélectionnée pour le travail dans les mines. Les robes les plus couramment rencontrées sont désormais l’alezan, le noir, le bai, et surtout le pie (dans ses variantes pie-noir ou pie-alezan), qui est devenu très fréquent,,,. L'alezan à crins lavés est aussi une robe classique chez le Sheltand. Le pie est peut-être hérité de croisements avec l'Islandais. On trouve aussi, plus rarement, la robe souris et le gris. Les robes diluées, telles que le palomino, sont possibles.
Au sein d'un même troupeau, il est rare que les robes soient homogènes.

Robes du Shetland
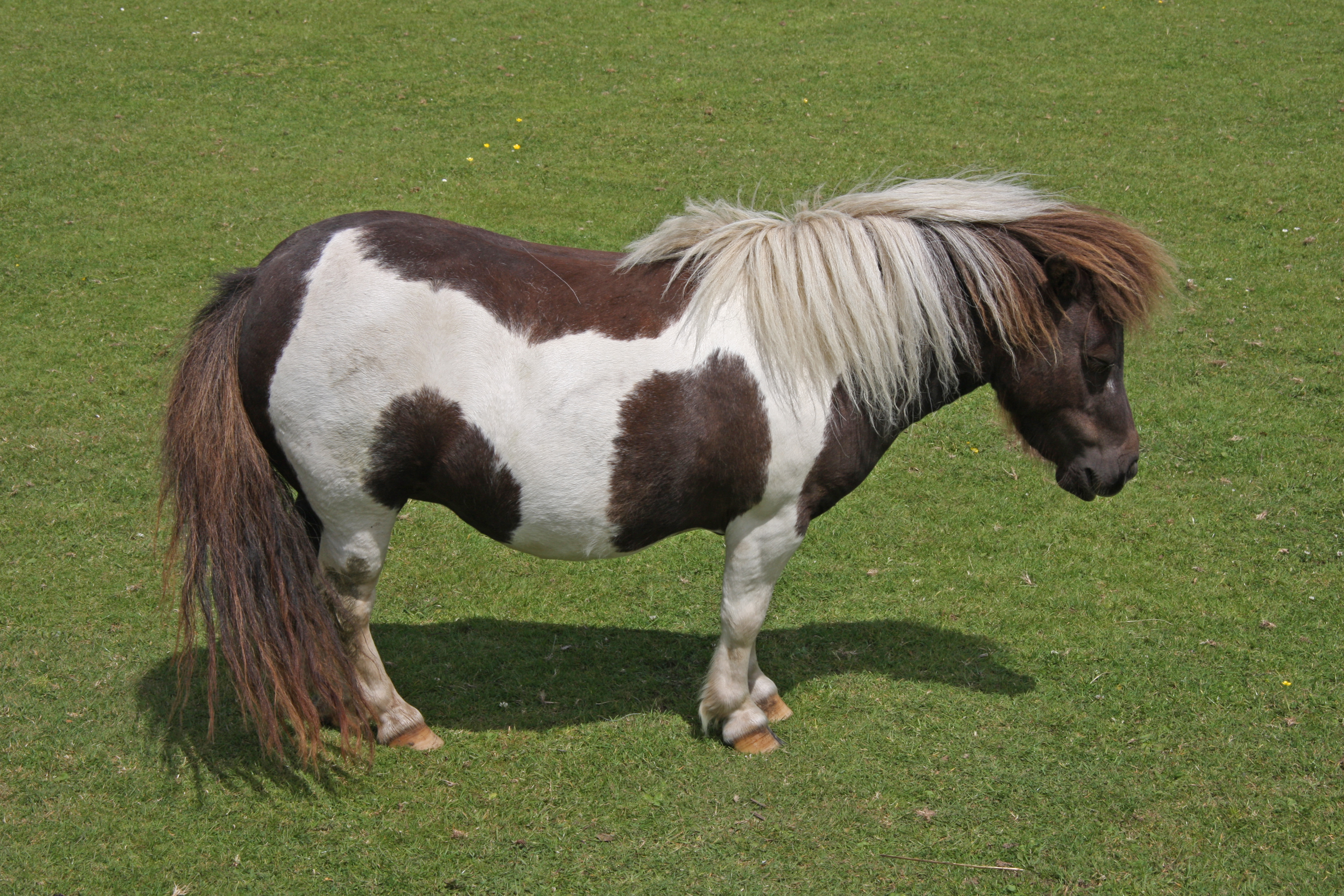
Pie alezan
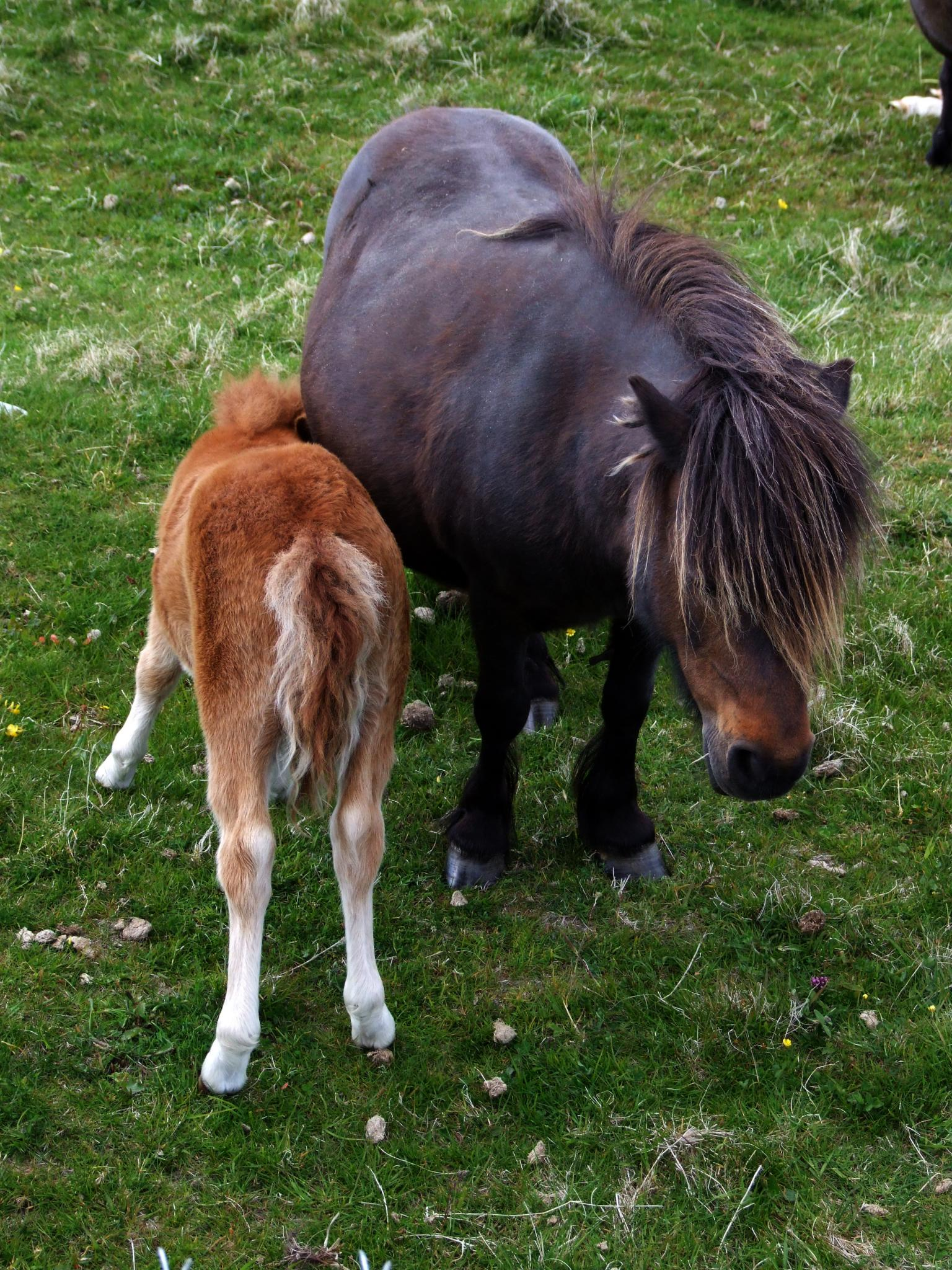
Jument bai foncé, avec un poulain alezan.
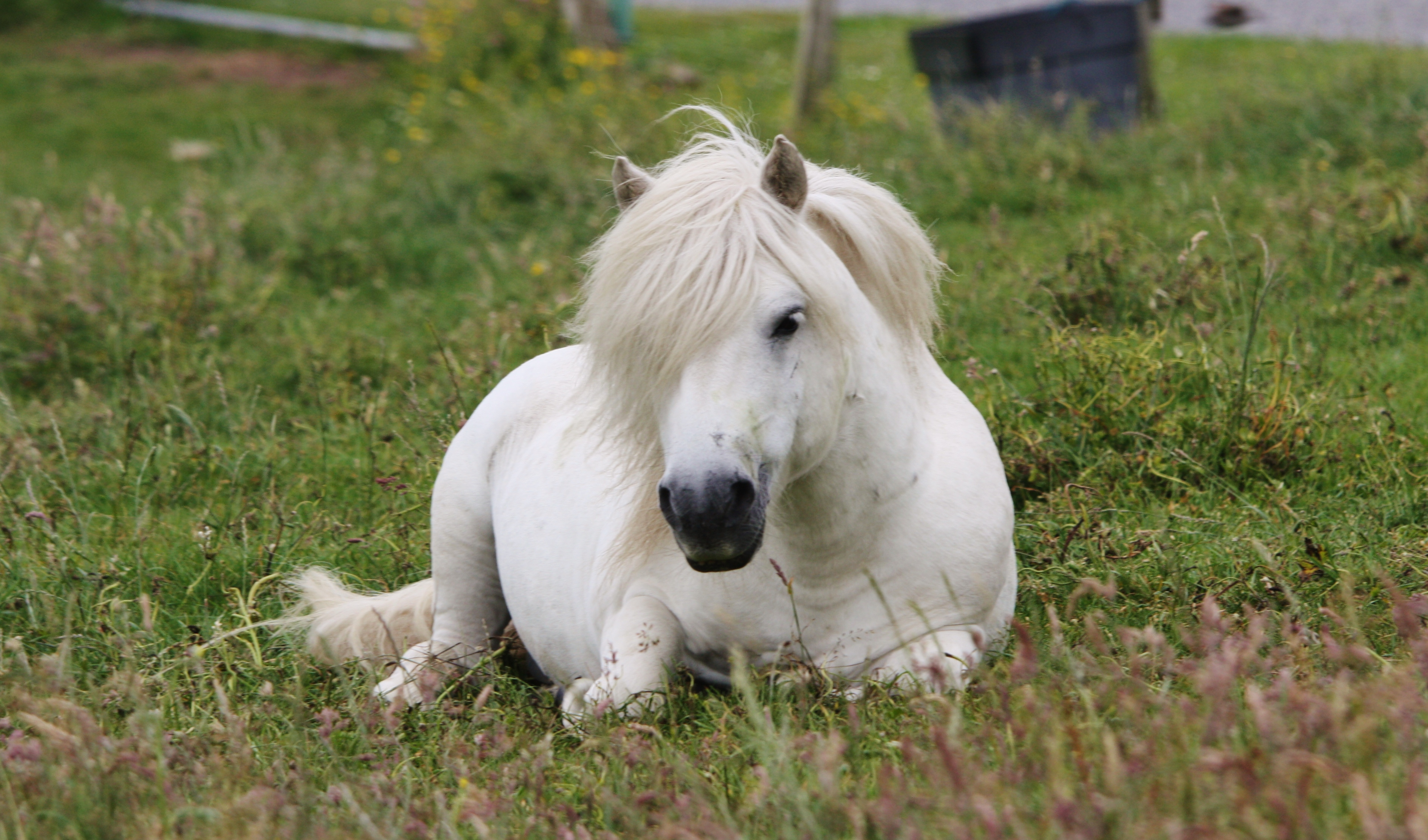
Gris.
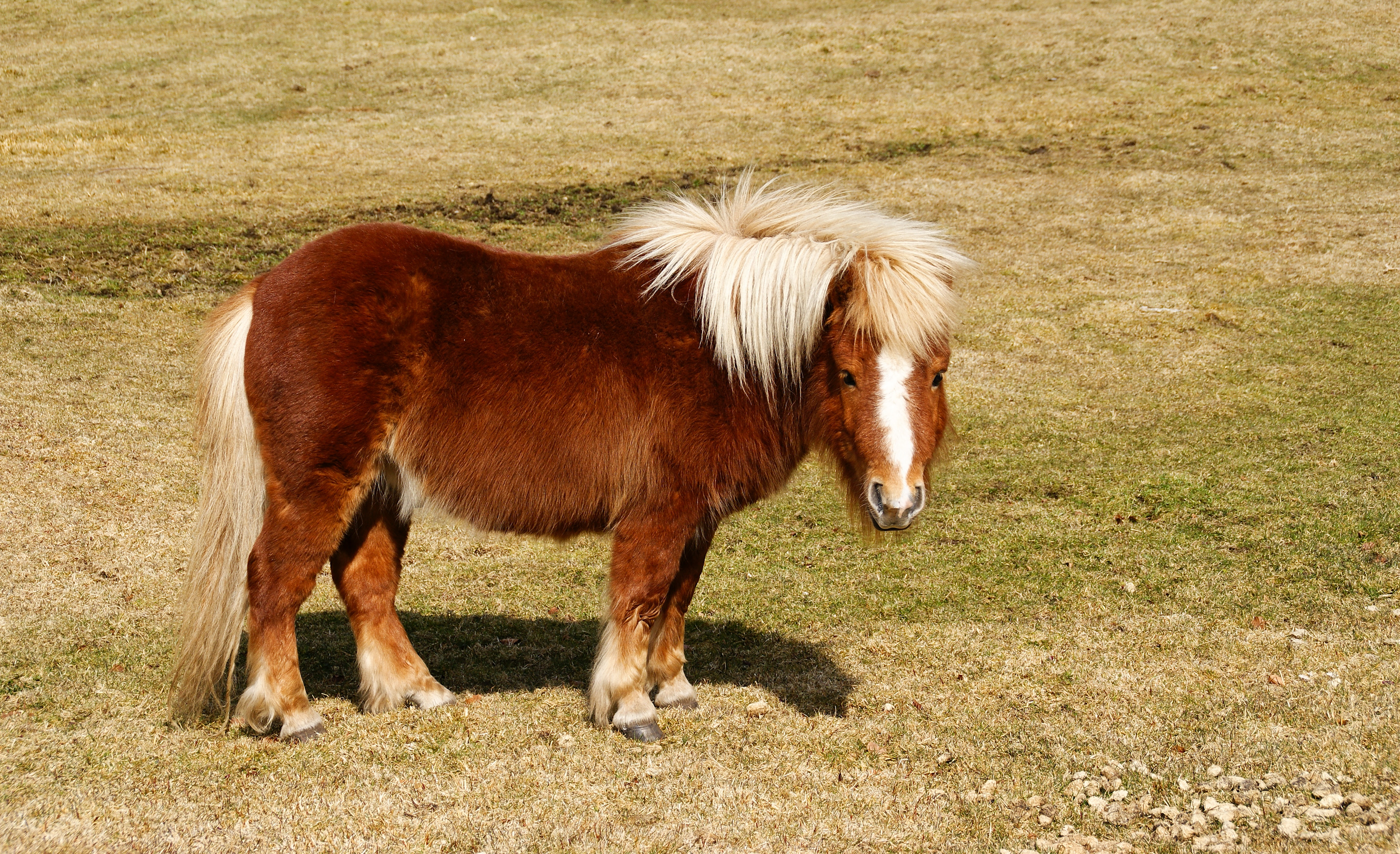
Alezan crins lavés.
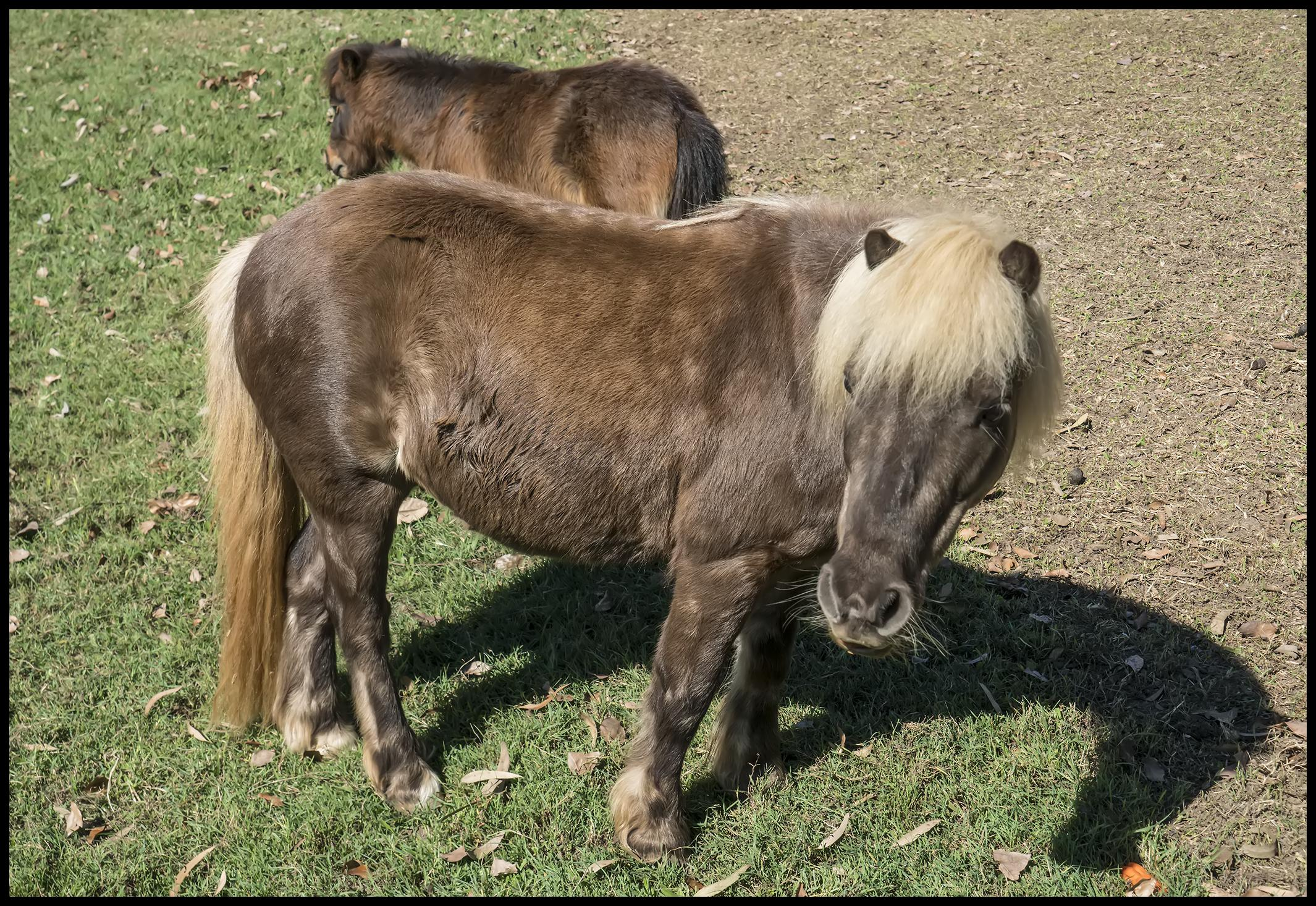
Noir silver.

Les marques blanches sont également acceptées,.
Le Shetland peut arborer une couleur de robe qui lui est propre (ainsi qu'à certains chevaux miniatures), nommée Mushroom (champignon), elle résulte de la dilution d'une robe de base alezane par un gène présumé récessif. Cette robe d'origine très ancienne est revenue à la mode ; elle se caractérise par un poil d'aspect terreux et une teinte évolutive devenant plus foncée avec l'âge. Cette robe n'est généralement pas reconnue en France.
En 2021, une variante de blanc dominant (gène SW) a été identifiée chez le Shetland et le cheval miniature américain, le W13.

### Allures

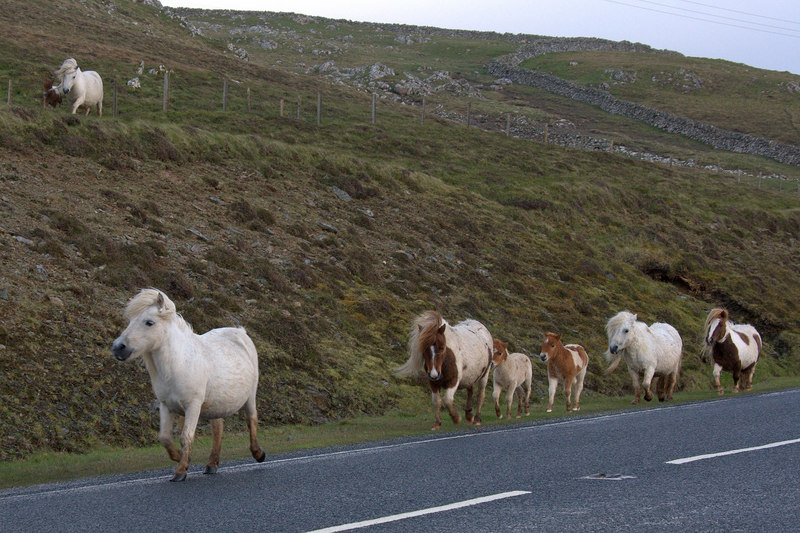
Poneys Shetland en déplacement.

De par sa morphologie, le Shetland a des allures plutôt courtes, mais elles sont énergiques et carrées, franches et légères. Son action est libre et droite avec une bonne levée des articulations, qui est l’héritage des terrains rocheux et accidentés dans lesquels la race a vécu. Le Shetland a fait l'objet d'une étude visant à déterminer la présence de la mutation du gène DMRT3 à l'origine des allures supplémentaire : cette étude n'a pas permis de détecter la présence de cette mutation chez les 55 Shetlands analysés, et il ne semble pas exister de mentions de chevaux ambleurs parmi la race.

### Tempérament et entretien
Le Shetland est petit, mais extrêmement fort, endurant et vigoureux,. Il est considéré comme l’un des équidés les plus forts du monde par rapport à sa taille,. Edwards l'estime capable de porter l'équivalent de son propre poids.
Son tempérament est décrit comme très affirmé, indépendant et vif, et parfois têtu. Il est capable de mettre en place une hiérarchie avec des chevaux bien plus grands que lui,.
Le Shetland a une bonne espérance de vie. En effet, il vit en moyenne 25 ans, et il n'est pas rare que certains individus dépassent les 30 ans. Les juments peuvent donner jusqu'à 20 poulains au cours de leur vie, et pouliner à l'âge de 25 ans. Comme chez toutes les races de chevaux, la gestation dure 11 mois et la mise bas a lieu entre les mois d'avril et de juin. La jument ne rencontre pas de difficultés particulières dues à sa taille pour pouliner, aussi la présence d'un vétérinaire est rarement nécessaire.

#### Adaptation climatique

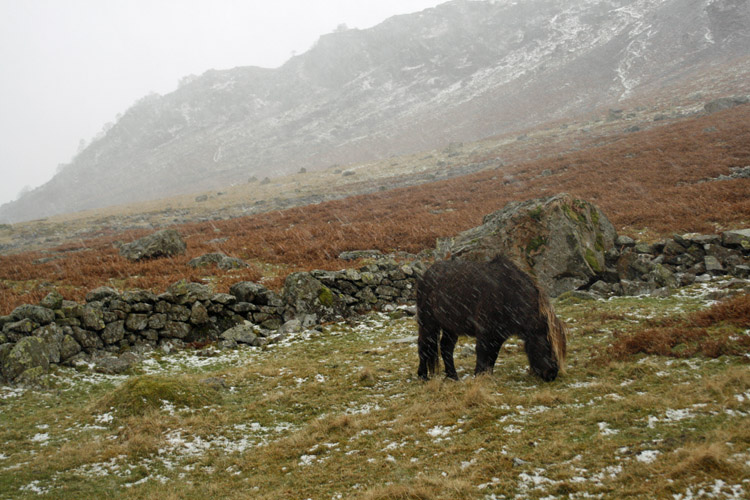
Le Shetland est très résistant aux conditions climatiques froides et extrêmes.

La qualité du pelage du poney Shetland change en fonction de la température et du climat extérieur. Durant l'été, le poil du Shetland est lisse, mince et soyeux ; il devient double et très épais l'hiver, avec un abondant sous-poil laineux,. Durant la mue de printemps, le poil d'hiver tombe par lambeaux ; les poneys en pleine mue sont nommés pellit-rölls sur les îles Shetland. Il est déconseillé de tondre ce poney l'hiver.
Le Shetland résiste aux températures froides extrêmes, ; il tolère facilement - 30° et ne craint pas la neige, qu'il peut gratter pour trouver sa nourriture au-dessous. La forme de sa queue lui permet de dévier la neige et les gouttes de pluie. Une analyse de biologie expérimentale menée sur 10 juments de race Shetland a consisté à mesurer le métabolisme en été et en hiver ; elle conclut que ce métabolisme se ralentit considérablement durant l'hiver lorsque la nourriture est rare, avec des passages en hypothermie, permettant à l'animal d'économiser son énergie,. Par ailleurs, ce poney mobilise la graisse qu'il a potentiellement accumulée pour tolérer ses éventuelles périodes de restriction alimentaire.

#### Conditions de détention

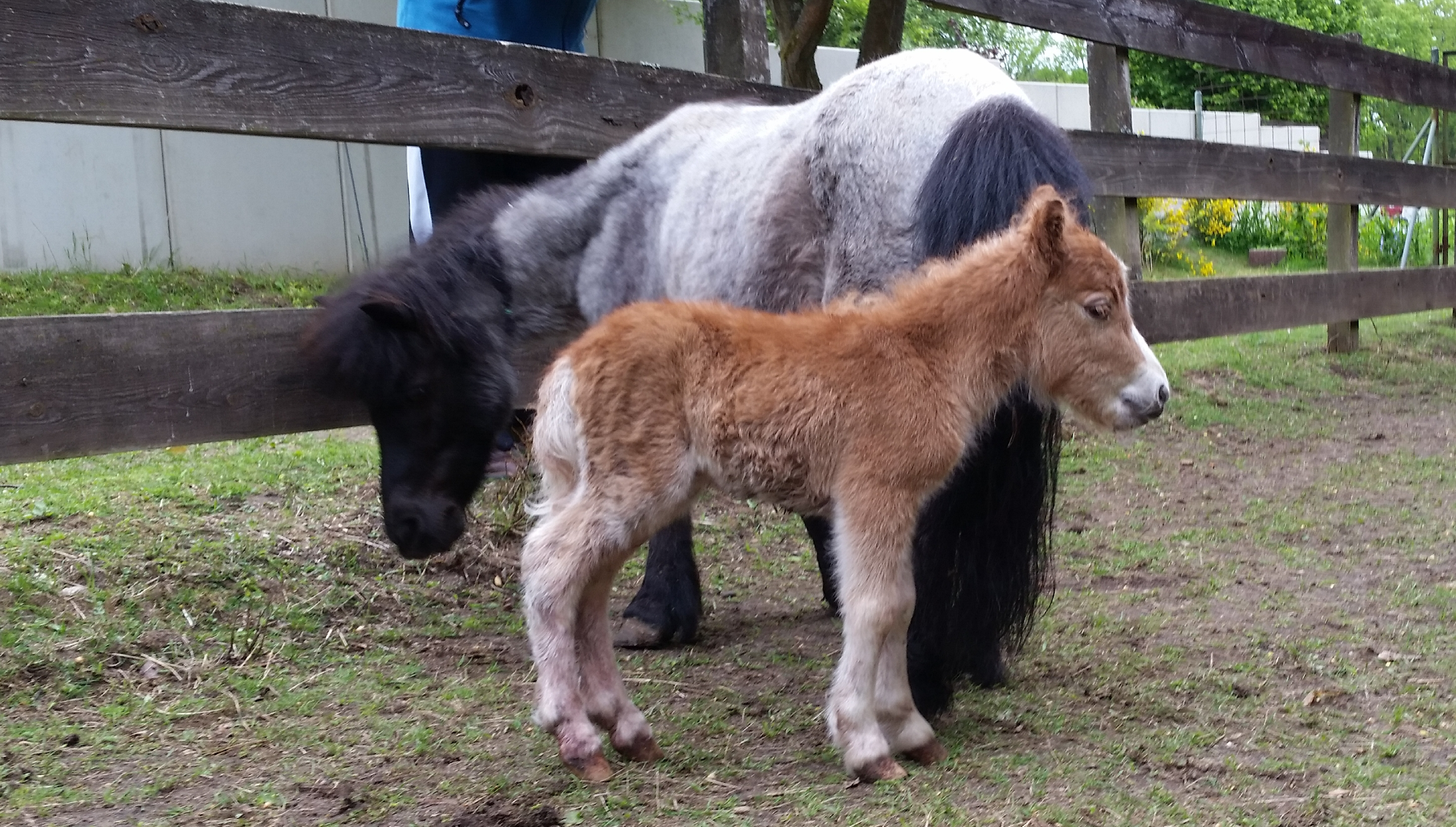
Jument et poulain Shetland dans un pré correctement clôturé avec du bois.

Malgré sa petite taille, le Shetland reste un équidé qui a besoin de beaucoup d’espace,,. Une vie en box n'est généralement pas adaptée. Le Shetland est très grégaire et ne supporte pas de vivre seul, héritage probable de son histoire qui implique une vie en groupe sur les îles. Il tolère la présence d'autres animaux, particulièrement celle des moutons. Ses pieds de petite taille dégradent les prairies herbeuses car ils s'enfoncent dans le sol ; il est à ce titre plus adapté aux pâturages rocailleux et anciens. Il tend à chercher à s'échapper d'une pâture clôturée. Sa crinière très épaisse peut le rendre insensible à une clôture électrique ; pour éviter que les poneys ne s'échappent après avoir pris l'habitude de brouter sous une clôture, Lætitia Bataille conseille de tondre la crinière sur une quinzaine de centimètres en haut de l'encolure. Il peut être utile de lui aménager un abri sur trois côtés.
Les juments poulinières Shetland n'ont généralement pas besoin d'un complément de nourriture en céréales. En l'absence d'herbe, la quantité de foin journalière nécessaire à un animal est de 2 à 4 kg. Il faut également fournir de l'eau à volonté et une pierre à sel. La plupart des poneys modernes conservent des qualités de rusticité,, et se montrent gourmands et débrouillards. Certains propriétaires ont tendance à trop le gâter, en lui laissant passer ses fantaisies à cause de son aspect mignon,.

#### Éducation et débourrage
Même si son physique et sa petite taille lui donnent des airs de peluche vivante,, le Shetland reste un animal vif : il demande donc, à cet égard, un minimum d'expérience pour sa manipulation et son éducation,, ainsi que des soins. L'éducation des poulains est particulièrement importante s'ils sont destinés à l'équitation enfantine. Lætitia Bataille déconseille de laisser ces poneys « mener une vie sauvage au pré » jusqu'au débourrage, et conseille un pré-débourrage par étapes, en habituant le poulain à accepter un licol, à donner ses pieds, à être attaché, et à répondre à des ordres vocaux.

### Sélection

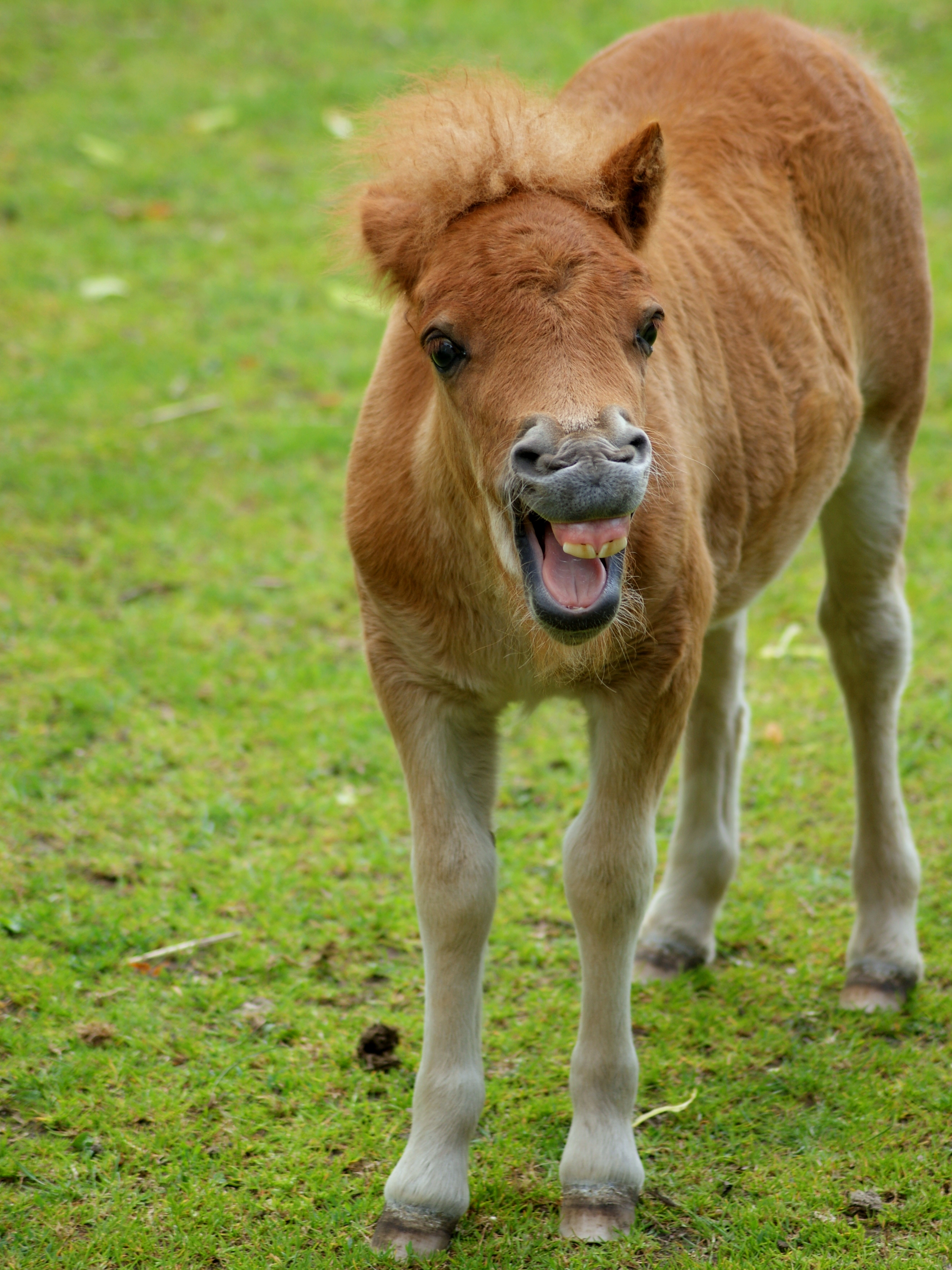
Poulain Shetland.

Le standard de race du poney Shetland n'a pas changé depuis la création de son stud-book.
Un grand nombre des poneys de pure race Shetland actuels peuvent être reliés à leurs ancêtres, enregistrés à partir des années 1890. En Écosse, pour être considéré comme un véritable Shetland, l'animal doit avoir une généalogie qui remonte au XIXe siècle. Aussi, la majorité de ces Shetlands descendent de l'élevage des marquis de Londonderry ; la majorité des champions Shetland actuels proviennent quant à eux de la lignée Hope.
La distinction ancienne entre un type léger et un type lourd est tombée en désuétude, mais en parallèle, le Shetland miniature a été reconnu comme type à part entière. C'est ce dernier type qui est le plus coté, et donc le plus recherché. Les Shetland élevés hors de leurs îles originelles sont généralement plus élancés et moins trapus.

#### Reproduction
La monte en liberté est la technique de reproduction la plus souvent utilisée ; les étalons sont laissés en liberté avec les juments à saillir entre les mois de février et de juin. La monte en liberté dans laquelle l'étalon est laissé libre permet une meilleure fertilité que le fait d'amener l'étalon jusqu'aux juments, ou inversement. Il semble que la consanguinité réduise la qualité du sperme des mâles reproducteurs ; par ailleurs la composition du sperme change légèrement en fonction de la saison. Des étalons Shetland ont fait l'objet d'études montrant que leur exposition à la lumière artificielle entre décembre et mars accroit la viabilité du sperme durant son stockage réfrigéré, mais n'a pas d'effets sur sa qualité ; cette exposition à la lumière artificielle provoque aussi les changements saisonniers dans le pelage des étalons. Il est possible d'obtenir une immunocastration des étalons Shetland puis de restaurer les fonctions de reproduction via un traitement médicamenteux.
Les ponettes Shetland poulinières ont des fluctuations sur les concentrations de lipides et de lipoprotéines plasmatiques, la composition des lipoprotéines et les activités de la lipase post-héparine.

### Santé

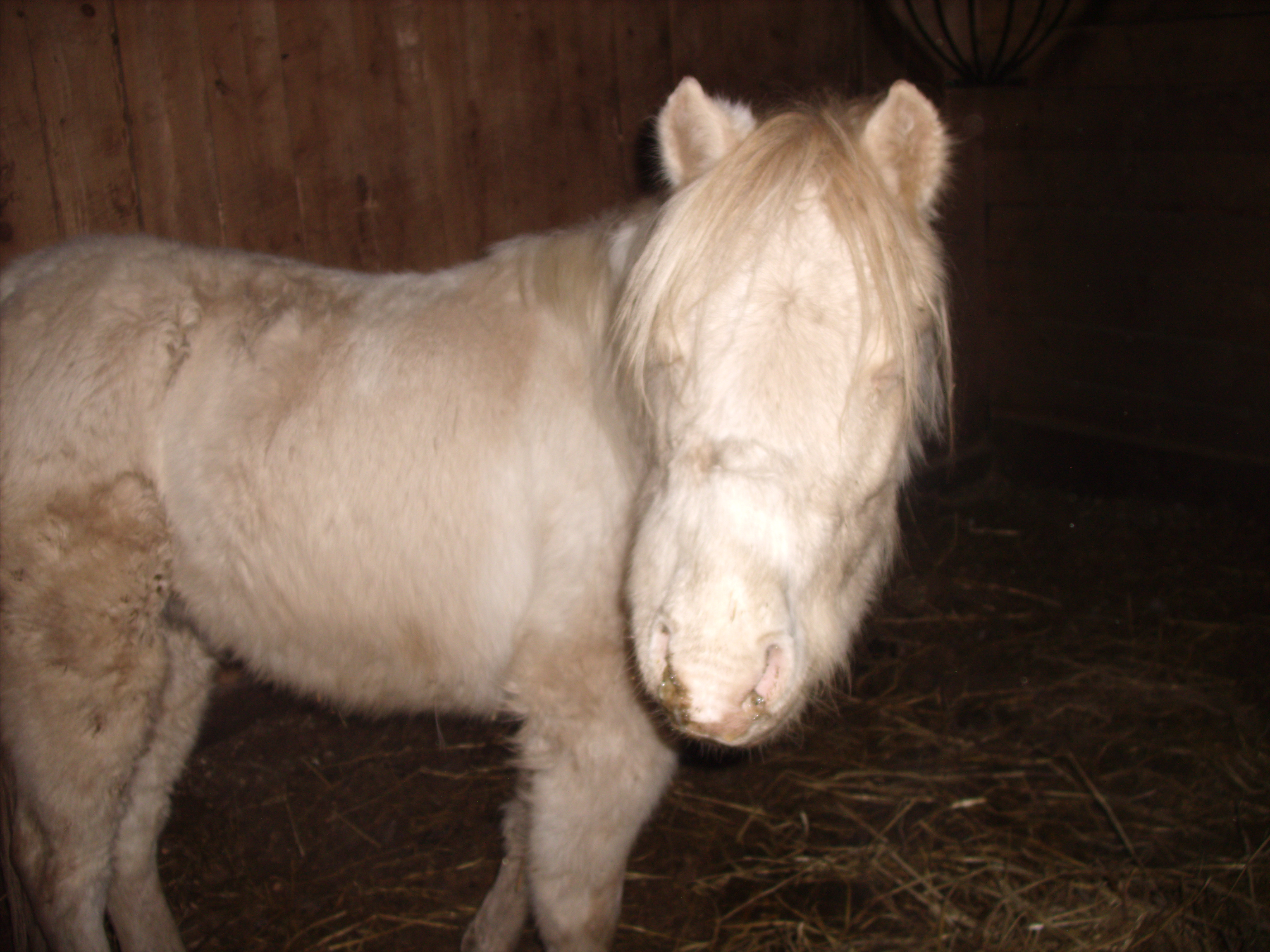
Poney Shetland atteint de gourme.

Le Shetland est généralement peu sensible aux maladies,. Les changements dans les concentrations d'oligo-éléments dans le plasma sanguin ont été étudiés chez des juments Shetland sur trois ans ; la plupart des minéraux étudiés ont une tendance au changement à long terme et des changements de concentration saisonniers. Les marqueurs de stress oxydant fluctuent en fonction de l'usage à l'équitation, mais aussi en fonction de la luminosité extérieure.
Des gènes responsables de différentes formes de nanisme sont présents chez cette race ; chez le mini-Shetland, la mutation causale est identifiée sous le nom de variant ACAN:g.94370258G>C.
Par ailleurs, des poneys Shetland ont fait l'objet d'études de cas vétérinaires pour divers problèmes de santé : une infection par Micronema deletrix', un empoisonnement par Digitalis purpurea, une masse surrénalienne avec signes cliniques évoquant un phéochromocytome, et des crises hypoglycémiques. Un cas de « maladie de la génisse blanche » chez une ponette Shetland, caractérisé par un col de l'utérus absent, un utérus atrophié et une absence de sortie dans le vagin, a été documenté en 1957.
Le premier cas d'hernie inguinale et le premier cas de fistule urétéro-cutanée chez le cheval ont été décrits chez le Shetland (respectivement en 2010 et en 2023) ; un second cas d'hernie inguinale (indirecte) a été décrit chez un poulain en 2023. Un groupe de Shetland a expérimenté la traction cyclique des tendons fléchisseurs digitaux superficiels avec une pince cryogénique optimisée combinée à une fluoroscopie biplanaire à grande vitesse, en 2021.
Le diagnostic de l'ostéoarthrite est possible par ultrasonographie chez cette race. Un cas de déformation multiplanaire du radius a été soigné par chirurgie avec succès en 2023.

#### Alimentation et obésité

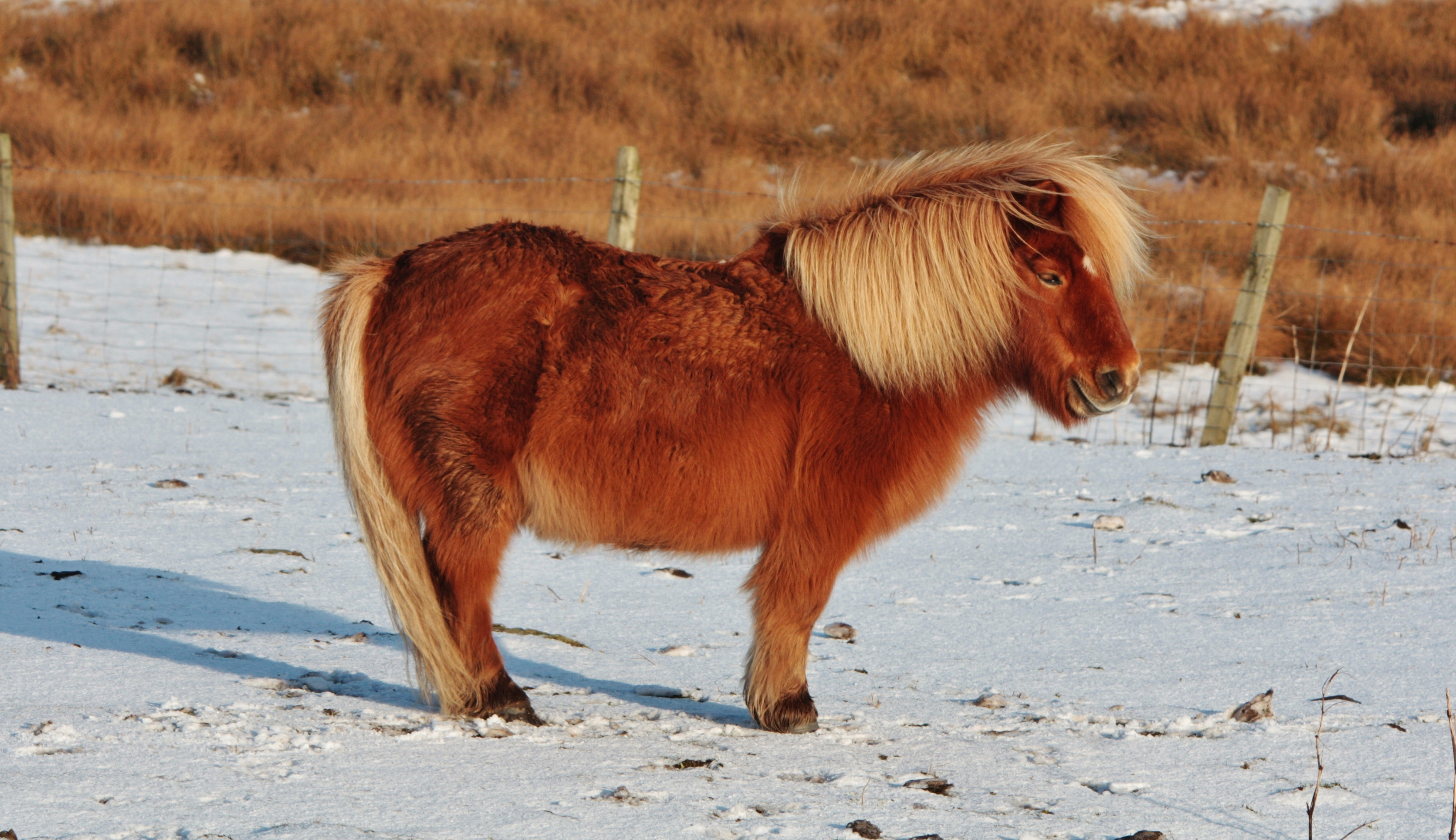
Poney Shetland obèse.

Le Shetland a tendance à vite grossir, et risque facilement la fourbure s'il accède à des sources d'alimentation illimitées,,. Une alimentation riche et la prise de poids facilitent l'apparition d'un hyperinsulinisme à long terme, réversible après retour à une alimentation moins riche. La prise de poids s'accompagne d'une accumulation relativement homogène de graisse sous-cutanée et rétropéritonéale, l'augmentation graisseuse la plus importante étant observée au niveau des dépôts intra-abdominaux ; il est par ailleurs suggéré qu'il existe une limite d'extensibilité du tissu adipeux, comme chez l'humain. L'ingestion d'un régime alimentaire très calorique induit des changements mineurs dans la tension artérielle, puis évolue vers une hypertrophie cardiaque gauche chez les juments poneys Shetland. L'obésité des poulinières Shetland favorise aussi la mort embryonnaire précoce en cas de gestation. En 2021, une étude portant sur l'effet de la suralimentation de la poulinière Shetland sur son poulain conclut à l'absence d'effet sur l'accumulation de gouttelettes lipidiques dans les embryons au jour sept, ainsi que l'absence d'effet sur l'absorption de glucose par les membranes des embryons au jour 28.
Une surveillance stricte de l'alimentation de ce poney est donc nécessaire, en particulier au printemps,. La mise à disposition de paille peu nutritive permet aux Shetlands de grignoter sans risquer de fourbure.
Une étude comparative entre le poney Shetland et le cheval de sport montre des différences de métabolisme hépatique qui « pourraient expliquer en partie la plus grande susceptibilité des poneys aux dysrégulations métaboliques associées à l'obésité ». Des cas de stéatoses associés à une dystrophie musculaire ont été étudiés chez une quinzaine de poulains Shetland aux Pays-Bas dans les années 1960, sans avoir été solutionnés. En 1979, une expérience sur la toxicité de l'acétate de plomb sur le Shetland a conduit à la mort du sujet testé.

#### Luxation de la rotule
Le Shetland est souvent victime d'une luxation latérale congénitale de la rotule ; une expérience menée sur un troupeau d'élevage durant 20 ans suggère une transmission héréditaire monogénique autosomique récessive de ce problème articulaire. Une réduction et une stabilisation par chirurgie sont possibles, un article publié en 2023 à partir du cas d'un Shetland de deux ans suggérant un excellent pronostic sur le long terme. Ce type de chirurgie a déjà été testé avec succès auparavant,,.

#### Hypersensibilité aux piqures de Culicoides

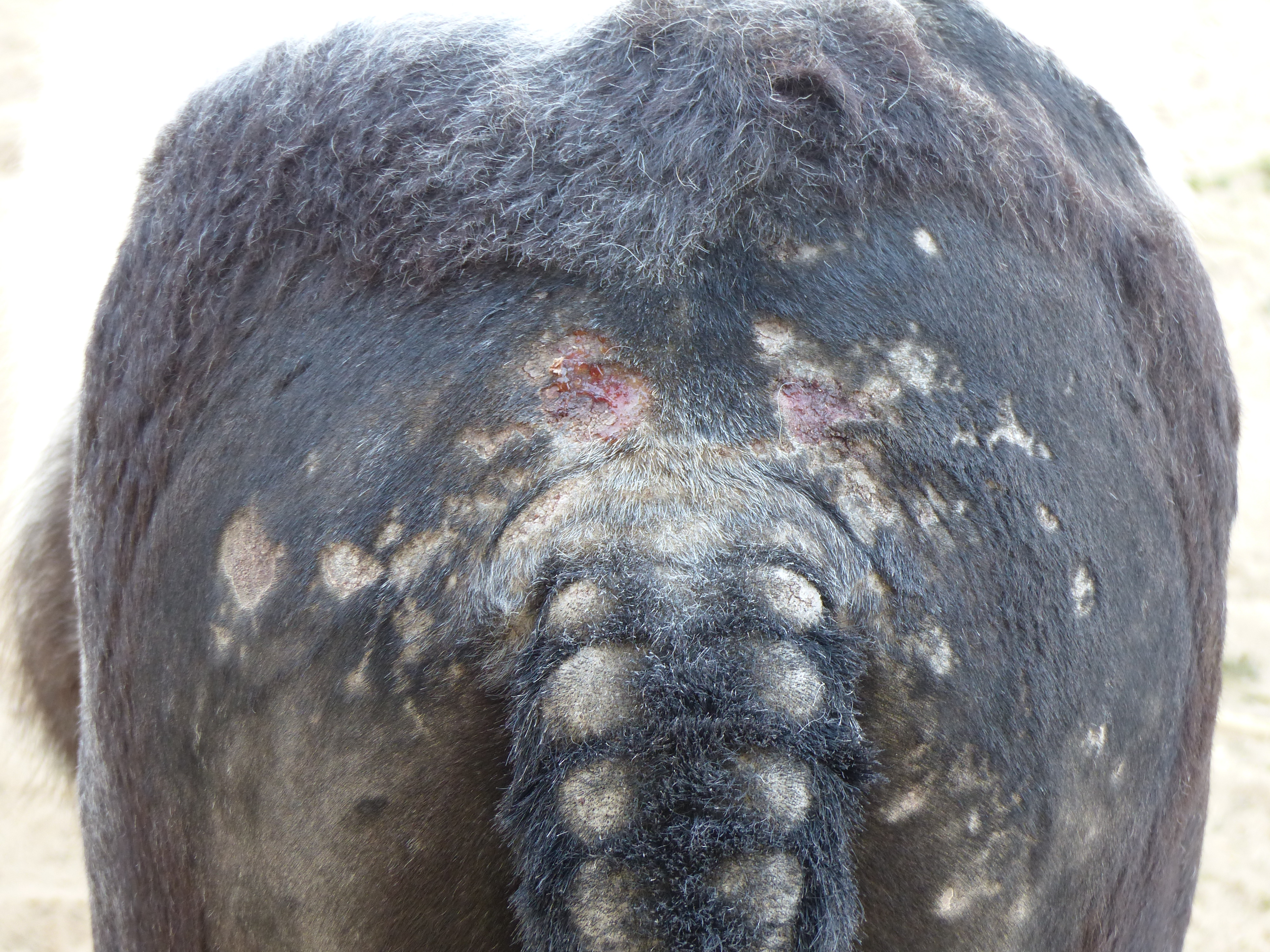
Dermite estivale sur un poney tunisien, à Tozeur.

Les poneys Shetland sont susceptibles d'être attaqués par des Culicoides ; une comparaison entre la vache laitière, le Shetland et le mouton montre que le bovin est plus susceptible d'être attaqué, et que le mouton l'est moins que le poney Shetland.
D'après l'analyse de 6 073 ponettes Shetland aux Pays-Bas en 2009, la prévalence de l'hypersensibilité aux piqûres de Culicoides (responsable de dermite estivale récidivante) est de 8,8 %, avec une héritabilité marquée. Cela permet d'envisager l'élimination de ce trait génétique par la sélection des reproducteurs. La taille et la couleur de robe modifient aussi ce risque.

## Utilisations

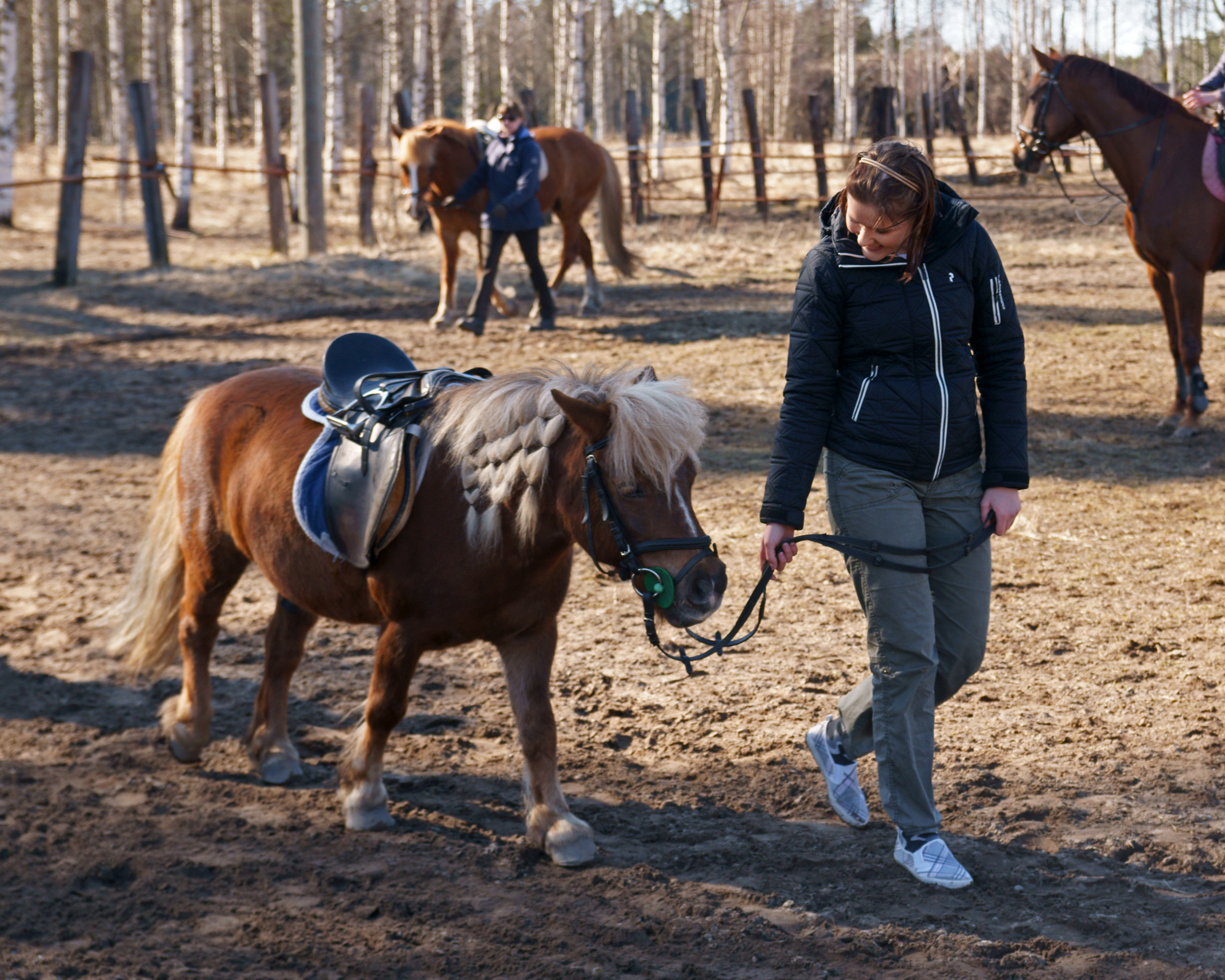
Le Shetland fait un très bon poney d’enseignement pour les enfants.

Les usages modernes du Shetland n'ont plus rien à voir avec ses utilisations passées comme animal de traction dans les mines. Il arrive parfois qu'il soit encore utilisé pour des travaux d'horticulture.
Il est utilisé en équitation de loisir, en équitation sportive et comme animal de compagnie,, à la fois monté ou attelé. En France, l'essor du Shetland coïncide avec la montée en puissance des loisirs équestres ; le même phénomène s'observe à travers le monde depuis les années 1960. Les qualifications loisir en France permettent de démontrer l'aptitude d'un poney à ces usages ; elles servent aux éleveurs à valoriser leurs animaux.

### Monté
Le Shetland est particulièrement associé aux enfants, en raison de sa petite taille et de son aspect qui rappelle les peluches. Il peut être monté par un enfant seul à partir de l'âge de six ans et sous surveillance. Le Shetland miniature, du fait de sa taille, ne peut être monté que par des enfants de 4 à 5 ans. Le Shetland classique est particulièrement adapté à l’équitation des enfants entre 5 et 8 ans. Cela lui vaut d'être considéré comme une monture idéale pour l’apprentissage de l'équitation, bien qu'il ait souvent un fort caractère et que son encolure épaisse le rende difficile à diriger. De plus, le rein court et très large et le dos court peuvent rendre la pose d'une selle ardue, il arrive donc qu'il soit monté à cru,. Il est concurrencé dans ce rôle par des poneys de croisement de même taille, au modèle plus fin. Les propriétaires de Shetland ne doivent pas oublier que leurs enfants grandissent, et que cet animal n'a pas une taille adaptée aux activités d'équitation sur poney avec des adolescents.
Le choix des poneys destinés à l’enseignement de l'équitation se porte plus facilement sur des hongres et des juments, généralement plus dociles. Il est cependant compliqué, en France, de trouver sur le marché des poneys Shetlands « prêts à l'emploi » car déjà dressés pour le travail en poney-club.

Usages du Shetland monté
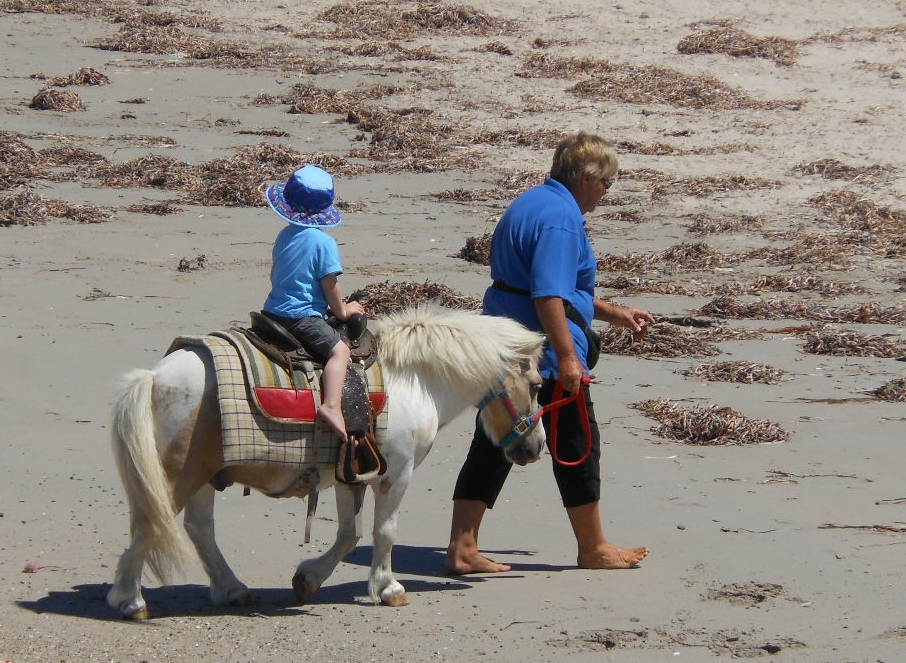
Shetland pie mené à la longe en équitation de loisir, en Australie.
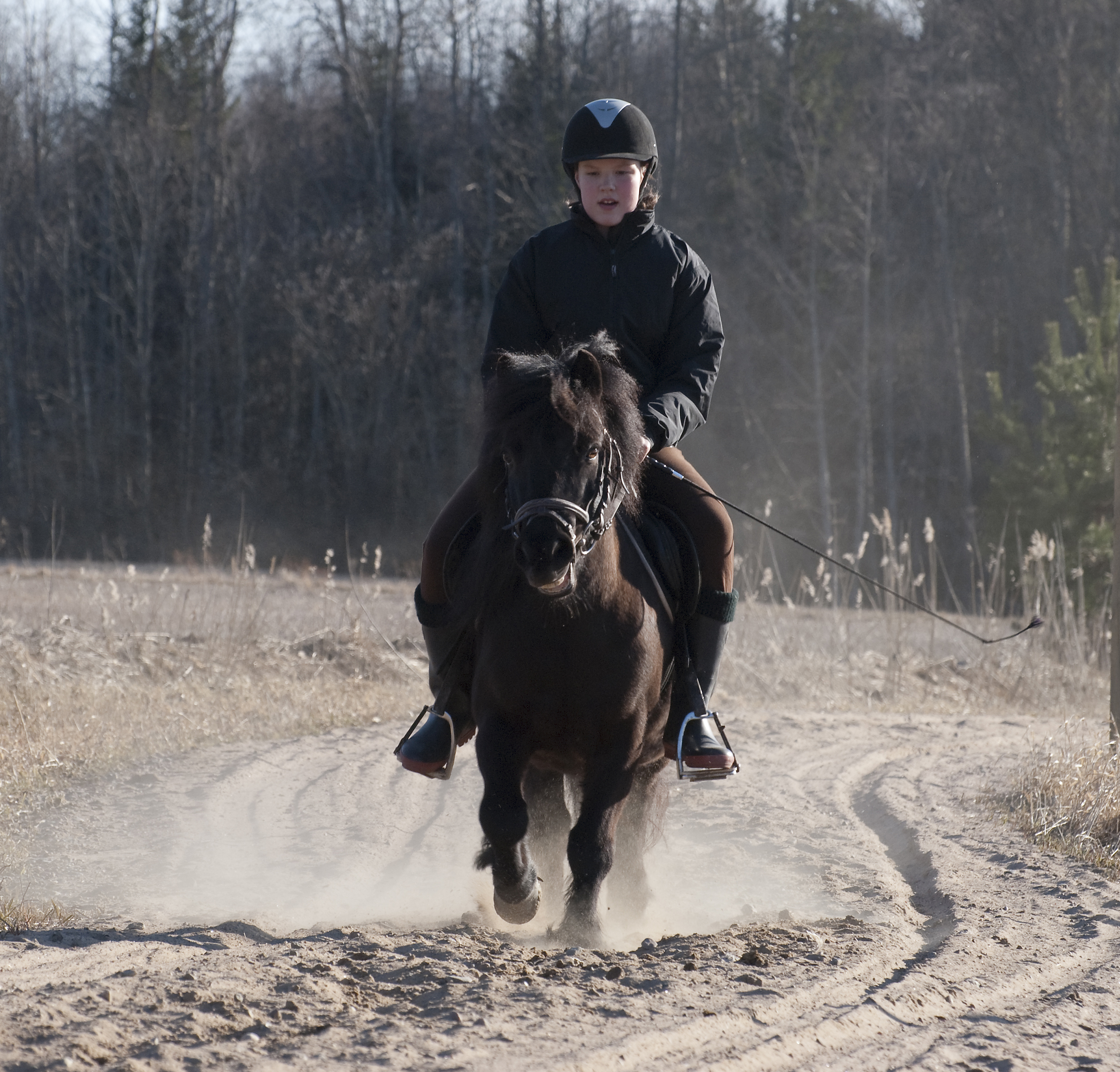
Shetland noir monté en équitation de loisir, en Finlande.
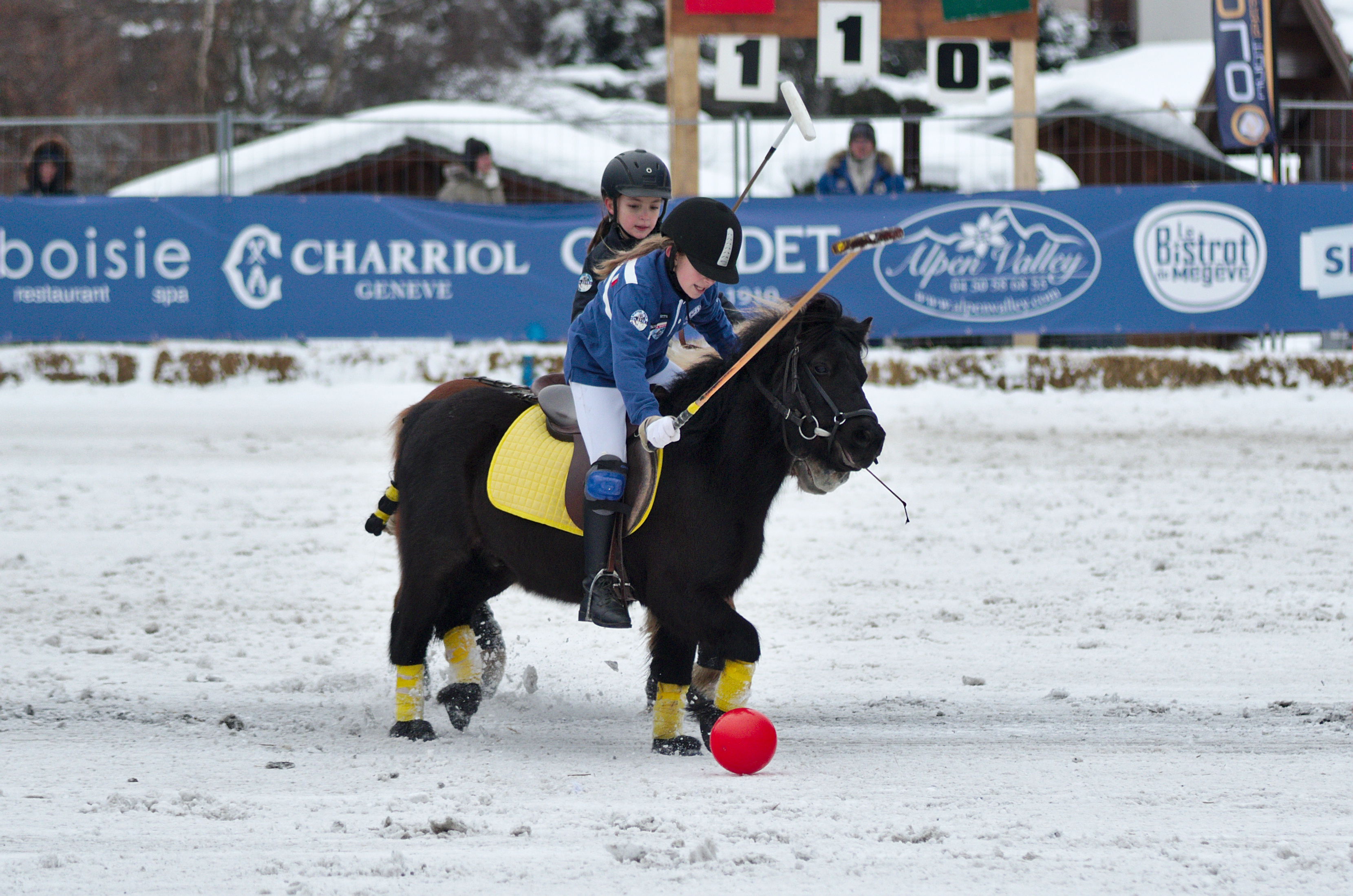
Polo-poney avec des Shetlands, en Suisse.
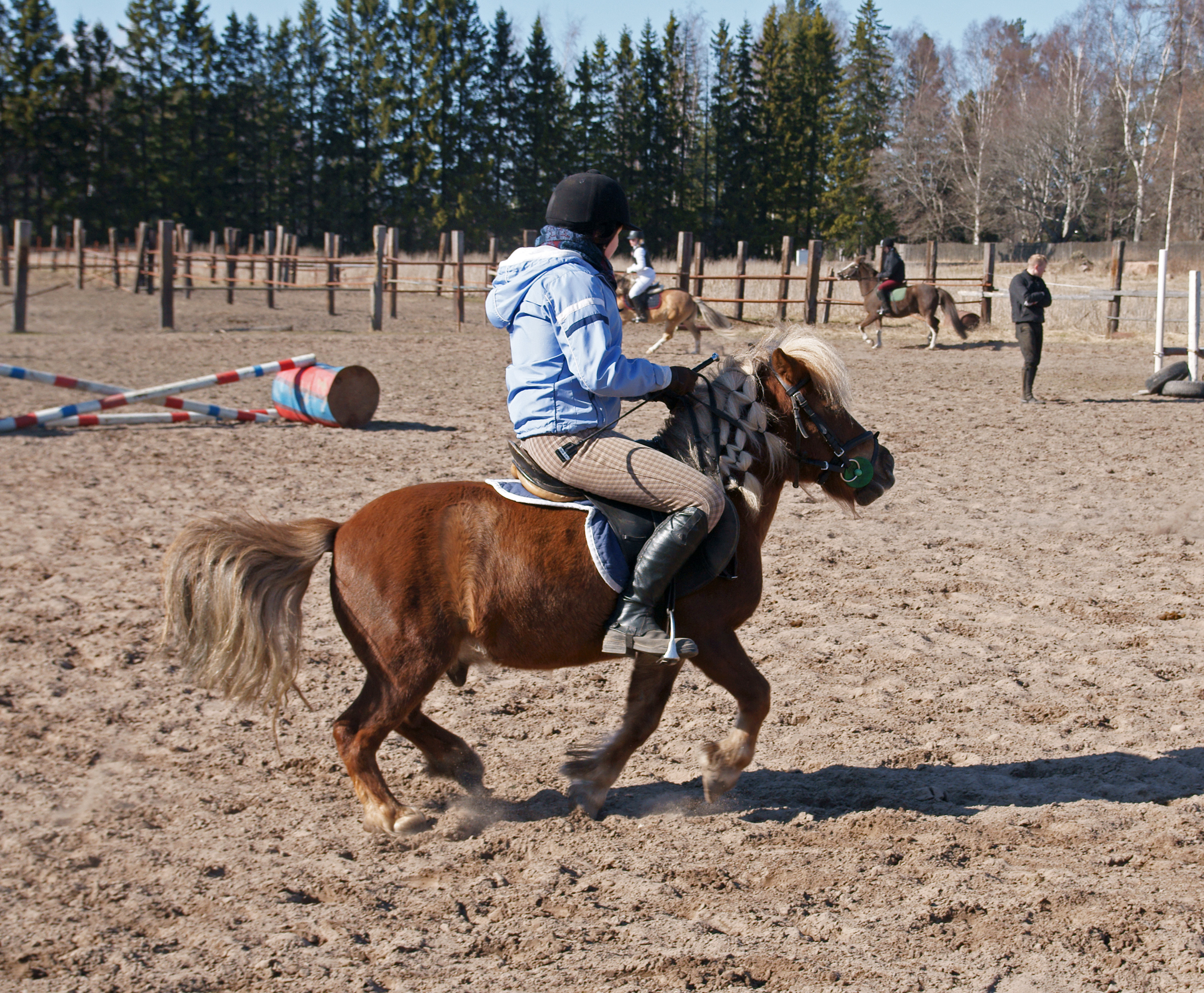
Shetland monté par une adolescente en saut d'obstacles.

Le mini-Shetland n'est pas un poney de compétition. Par contre, le Shetland de taille standard peut être monté en saut d'obstacles,,, qui représente sa principale utilisation sportive en France. D'après le président de l’Association Française du poney Shetland Olivier Blanchet, il est capable de sauter des obstacles hauts d'un mètre. Il est aussi monté en horse-ball, en TREC, au polo, en voltige, et en concours complet,.
Il existe plusieurs anecdotes selon lesquelles des habitants des îles Shetland adultes montaient jadis ces poneys, dont des hommes adultes. Un récit populaire des alentours de 1820 veut qu'un poney Shetland mesurant 90 cm de haut ait porté un homme pesant 85 kg sur une journée, pendant 65 km. Un autre évoque un poney de 91 cm portant un homme de 76 kg sur 64 km.

#### Pony games
Le Shetland est monté en pony games, une série de jeux sportifs à cheval pour les enfants, d'origine britannique. De par sa taille, il est réservé aux catégorie « Moustique », « Poussin » et « Benjamin ».

#### Baby-poney
Cette race est aussi utilisée pour l'apprentissage des bébés cavaliers, entre 1 et 3 ans. Nommée baby-poney, cette initiation à l'équitation est acceptée à partir de 18 mois dans certains centres équestres. Le Shetland miniature y est tout particulièrement associé, il est d'ailleurs probable que le phénomène de mode qui l'accompagne découle de la pratique du baby-poney.

### Attelé
Le Shetland dispose d'une grande force de traction, soit d'environ le double,,, voire le triple de son propre poids. Cette caractéristique le rend particulièrement populaire à l'attelage. Il peut être attelé seul, en paire ou à quatre.

Usages du Shetland attelé
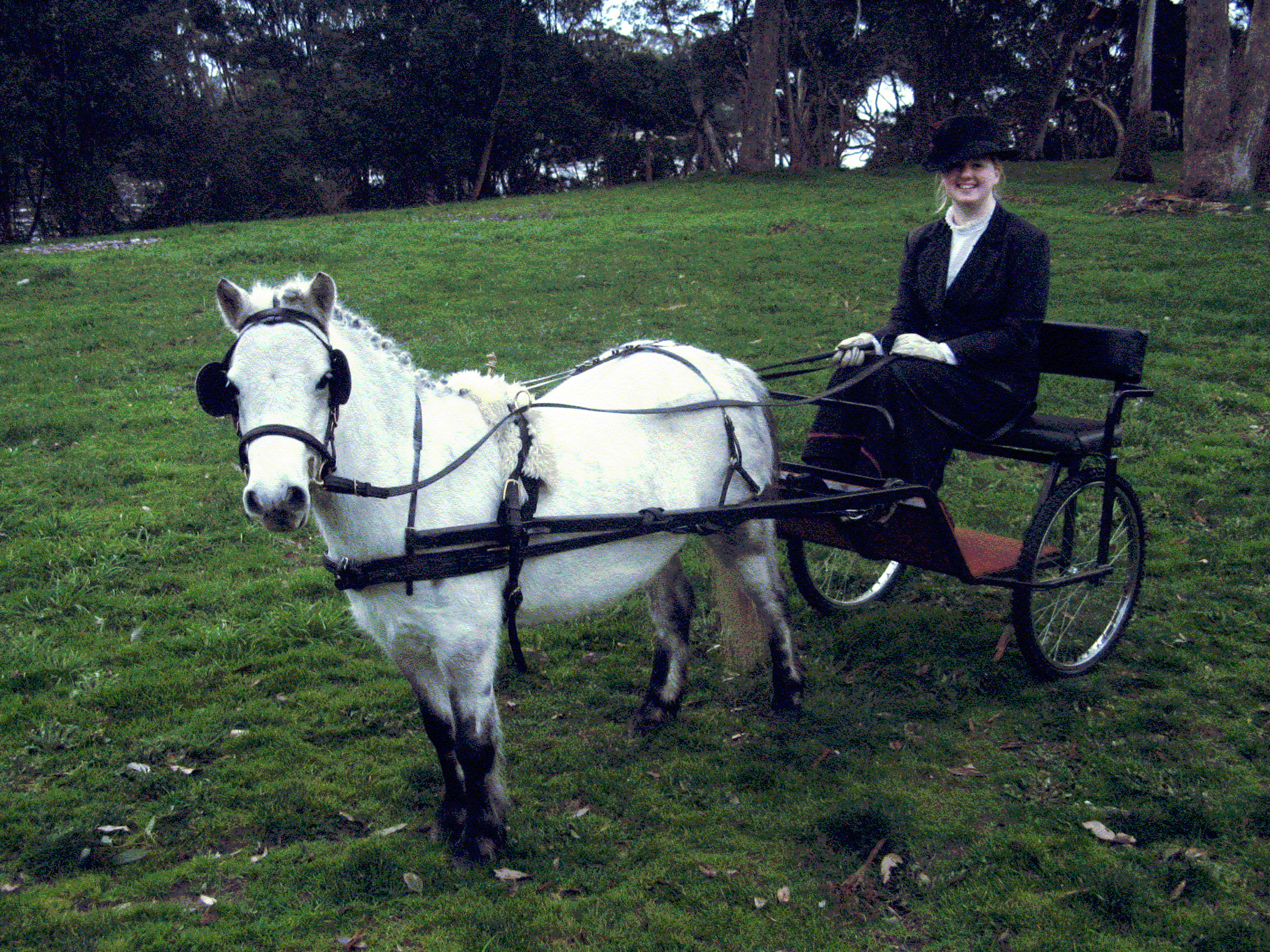
Attelage d'un Shetland gris.
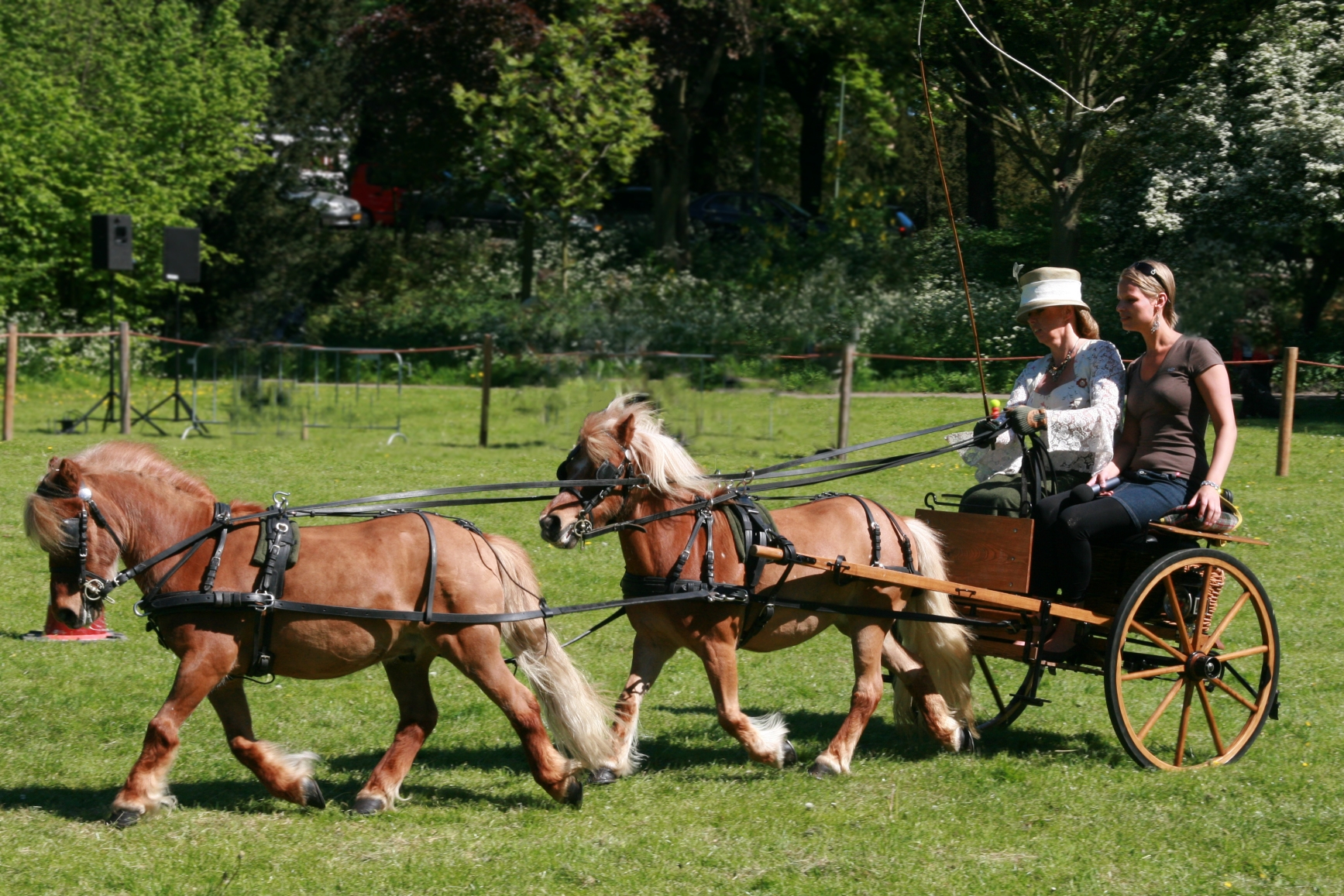
Attelage de deux Shetland alezans en tandem, aux Pays-Bas.
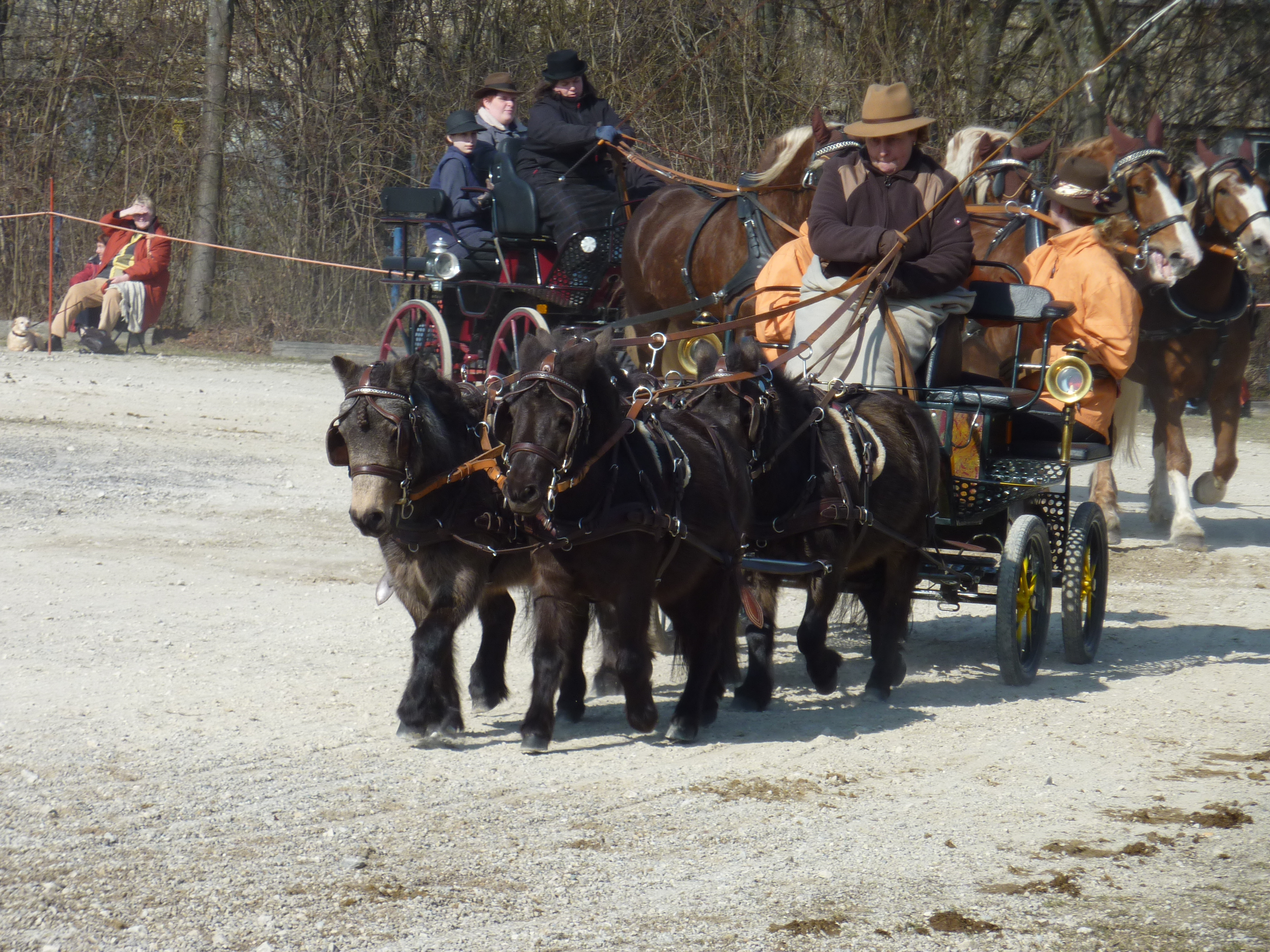
Attelage de quatre Shetland, au pas.
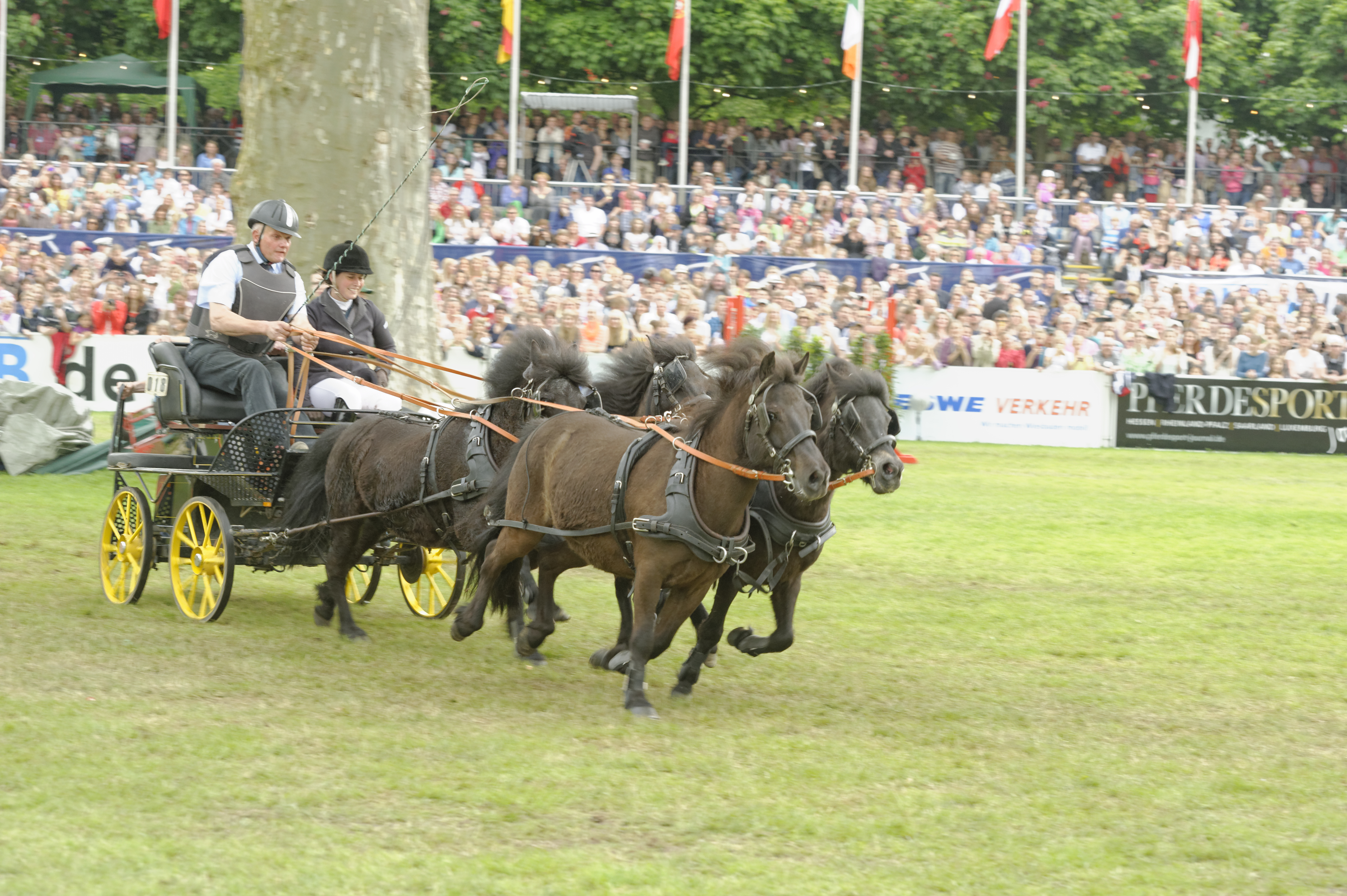
Attelage de quatre Shetlands en compétition en Allemagne, au galop.

Ce poney peut être mené par des adultes, qui apprécient son énergie, sa volonté et sa puissance. Seul, il peut grâce à sa force déplacer un attelage contenant de un à deux adultes. Il arrive d'en voir attelés à de petites carrioles dans des jardins publics. Il peut aussi participer à des concours d'attelage, où sa précision et sa maniabilité sont appréciées. Malo Miossec, champion des concours Nationaux d'attelage de Rennes en 2010, menait quatre Shetlands.
En 1992, le meneur néerlandais G. Ten Pas établit un record du monde en attelant 40 Shetland à un attelage, exploit enregistré dans le Livre Guinness des records.

### Concours de modèle et allures
Des concours de modèle et allures pour Shetland sont organisés dans différents pays du monde. Ils servent à distinguer et faire élire « les plus beaux specimens de la race » par des juges. L'inscription au stud-book du Shetland est obligatoire pour y participer.
Les catégories de ces concours sont réparties par âge, par sexe et par taille. La présentation du poney s'effectue en main, à l'arrêt ou bien en mouvement. Les juges regardent notamment les aplombs et la manière qu'a chaque poney de se déplacer

Usages du Shetland en concours de modèle et allures
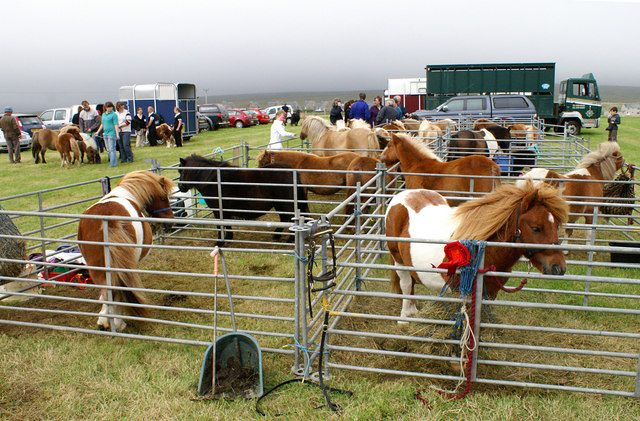
Concours à Baltasound en 2008.
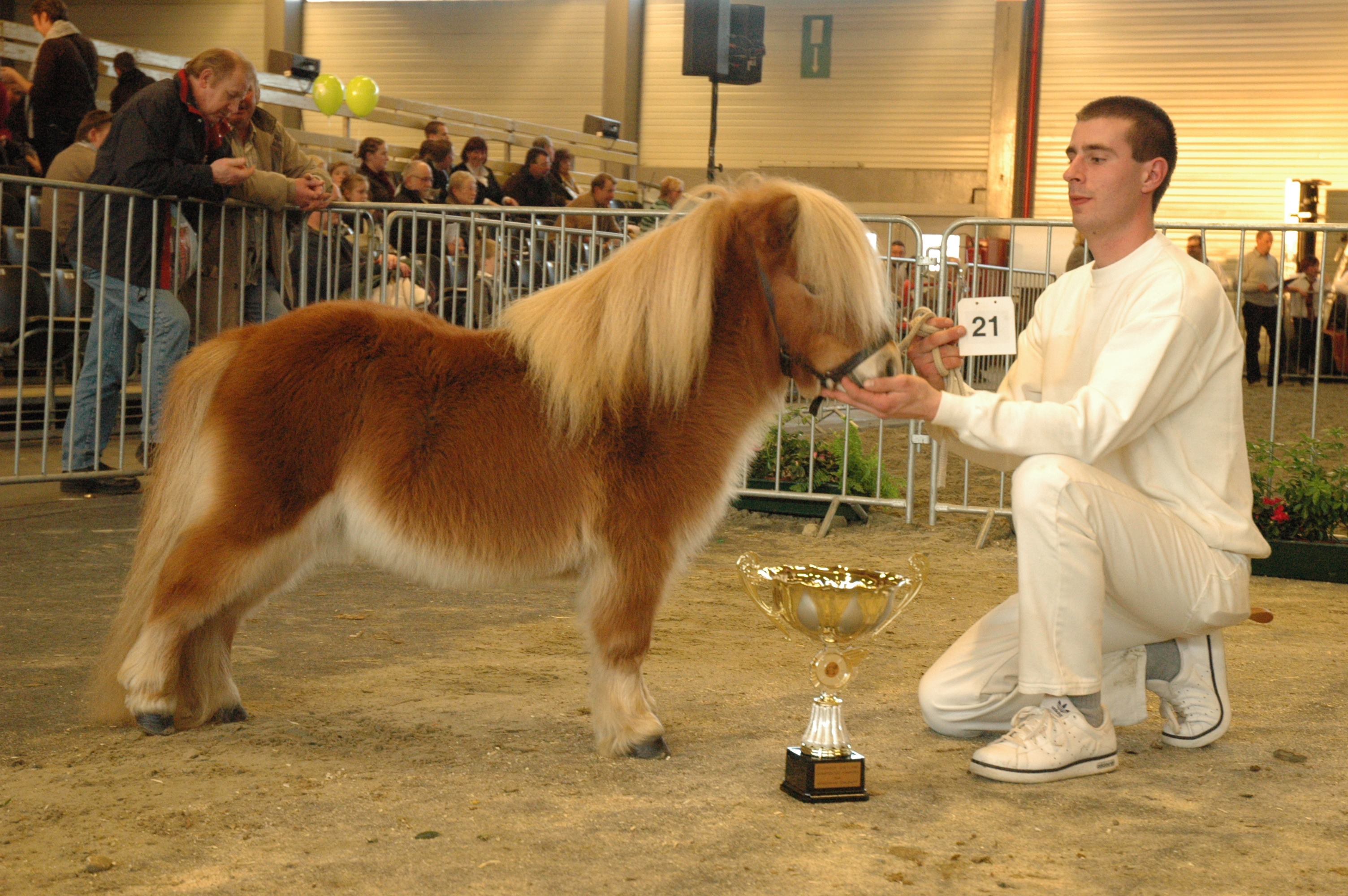
Concours à Agriflanders en 2009.
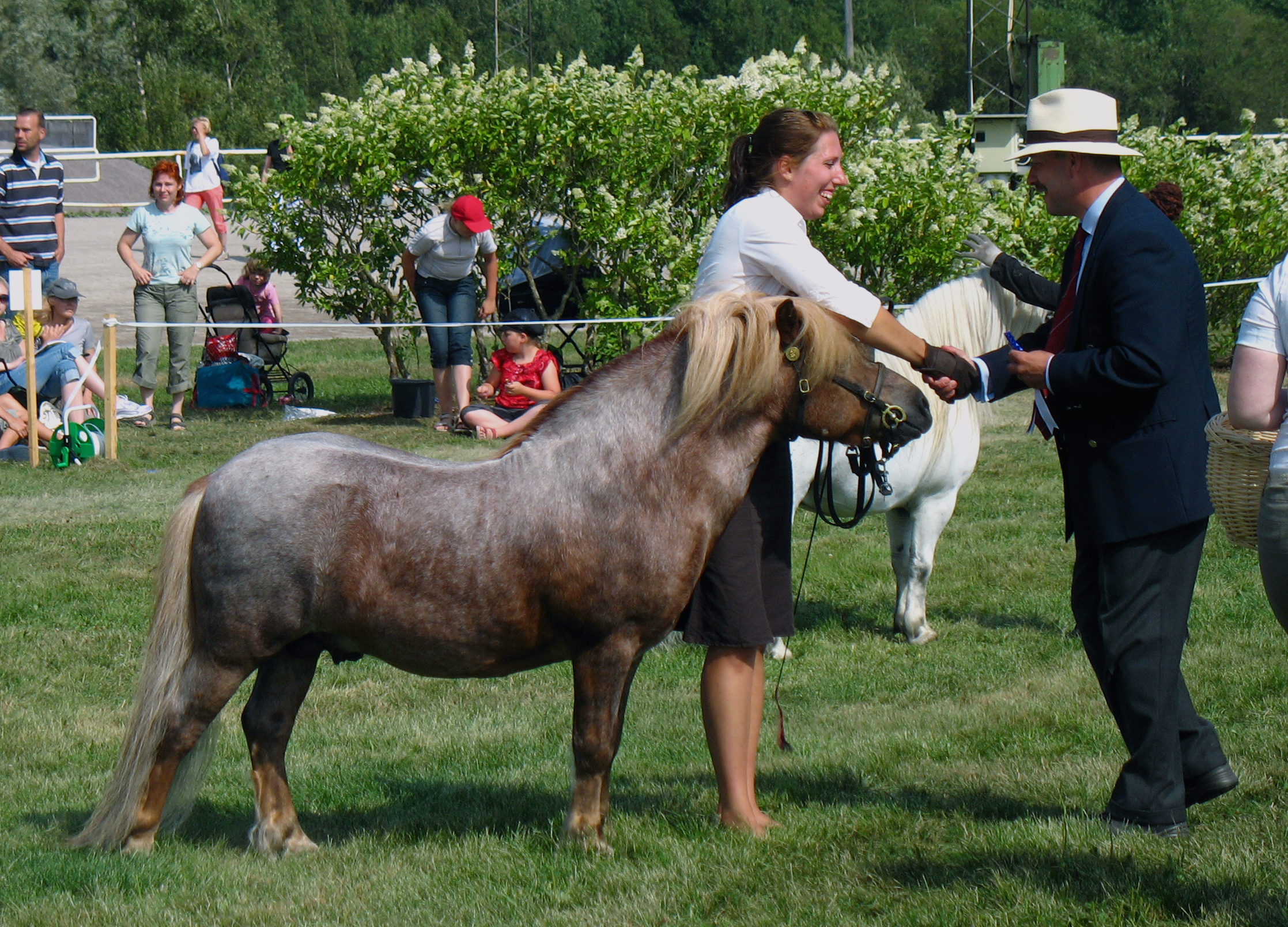
Concours en Finlande en 2010.
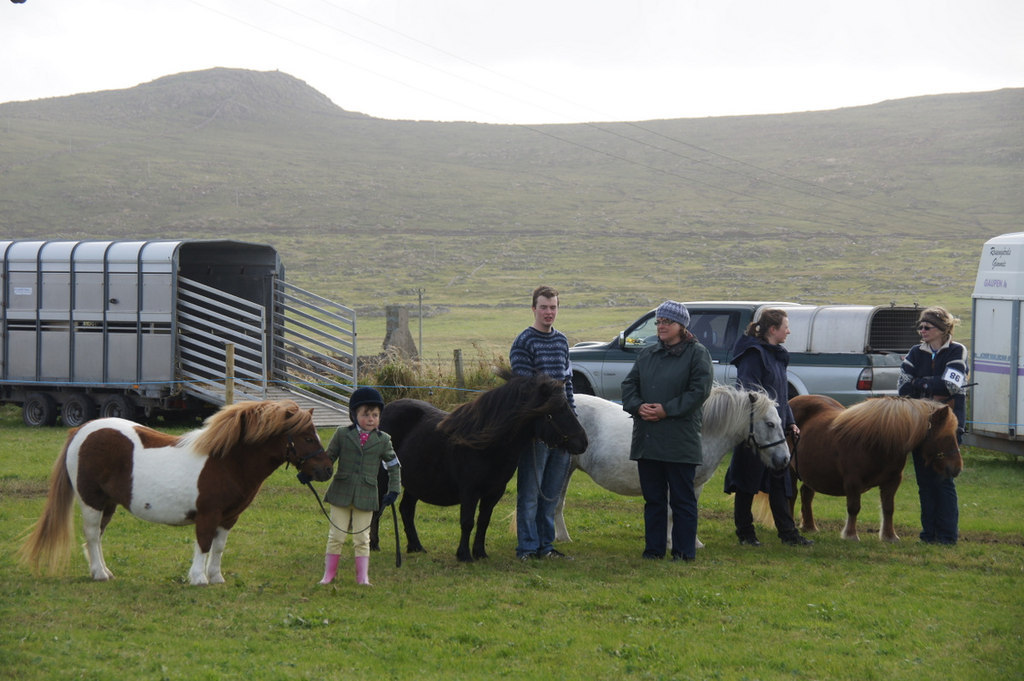
Concours sur l'île d'Unst en 2013.

Les poneys de plus de trois ans peuvent être présentés montés par des enfants.
Le championnat d'Europe de la race est particulièrement convoité par les éleveurs.

### Spectacles et cirque
Il arrive de voir des Shetland en spectacle équestre, et plus largement dans des cirques,,. En France, une troupe de cirque créée au foyer occupationnel de Tressé, nommée Shetland Circus, a présenté pendant une dizaine d'années un spectacle avec six Shetland miniature à travers tout le pays.

Usages du Shetland en spectacle
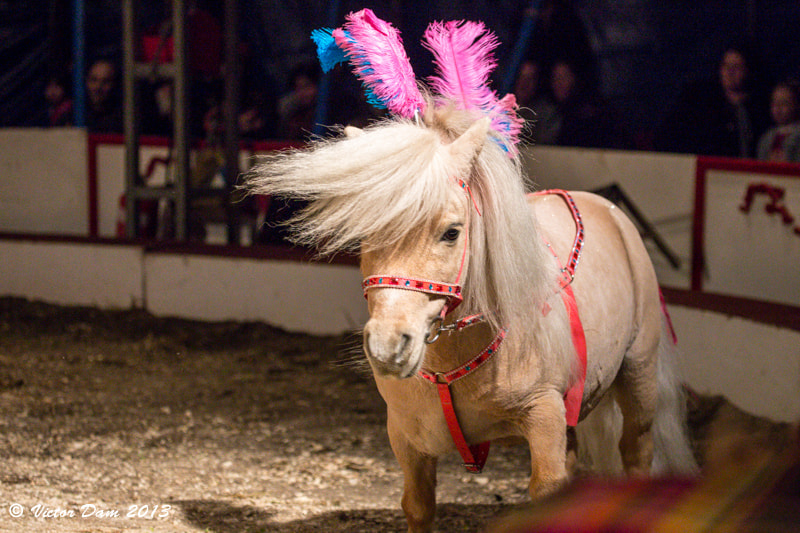
Poney Shetland sur une piste de cirque à Melbourne, en Australie.
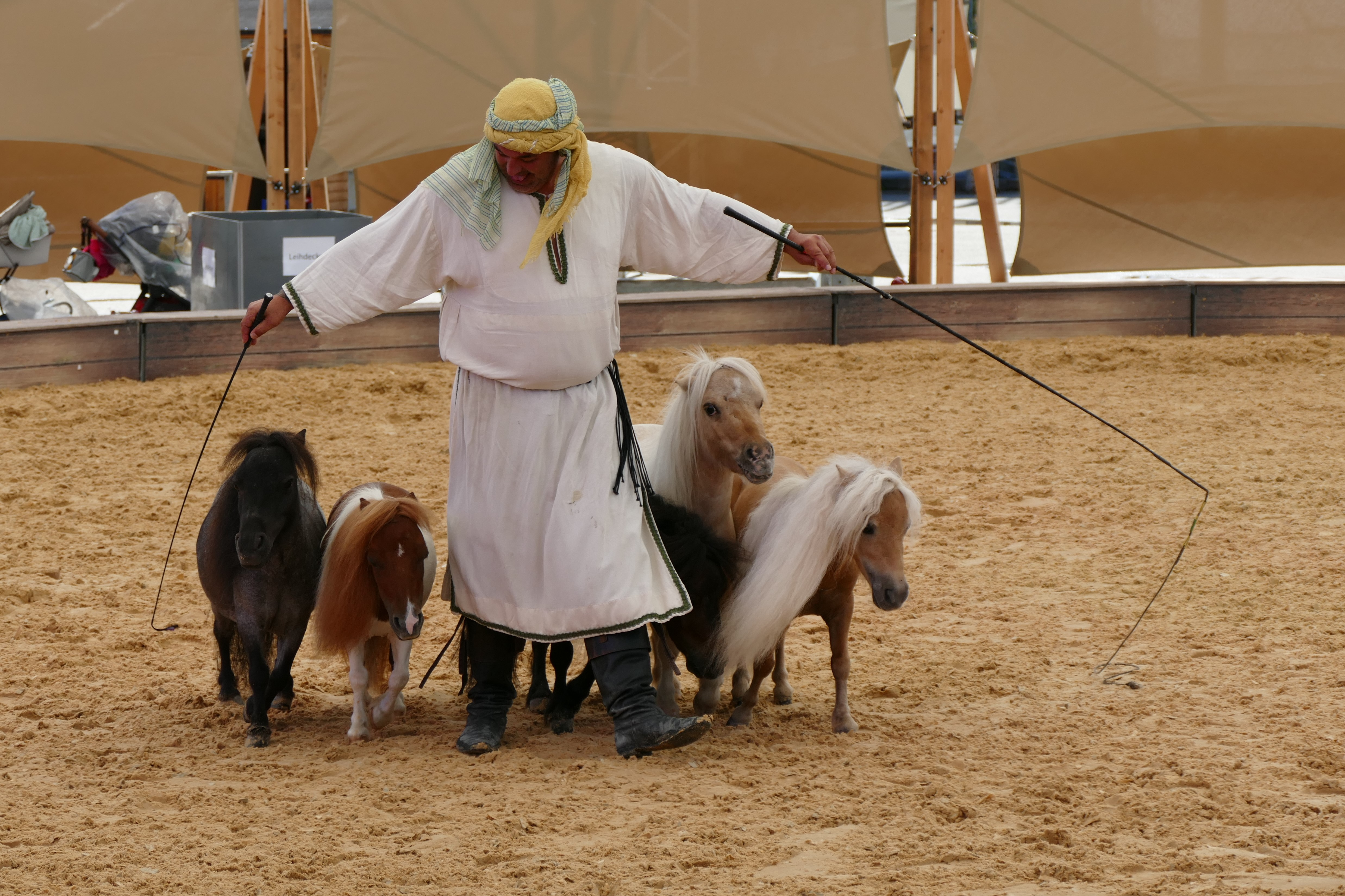
Groupe de poneys Shetland en dressage en liberté à Munich, Allemagne.
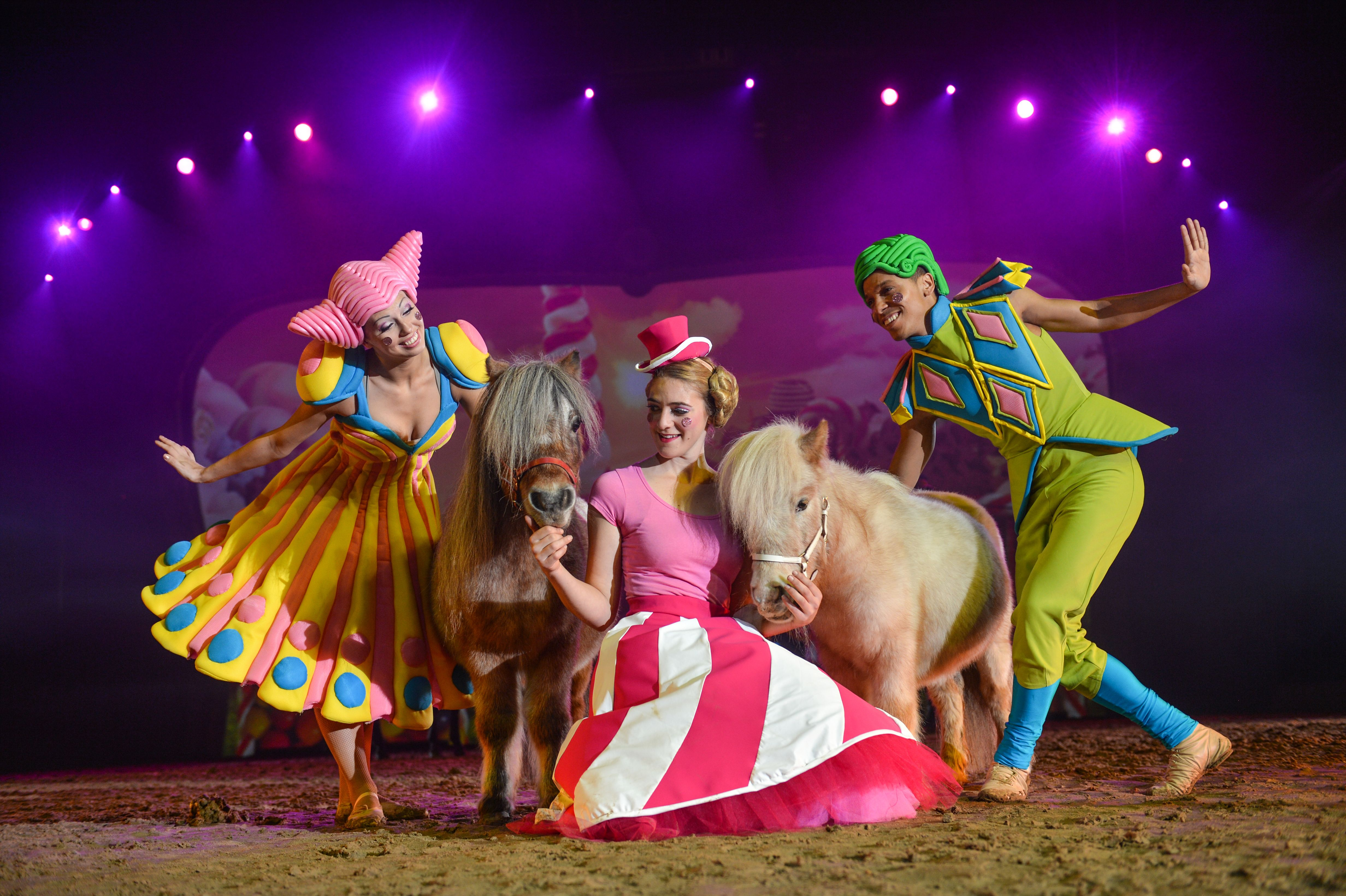
Shetlands de la troupe européenne Apassionata.
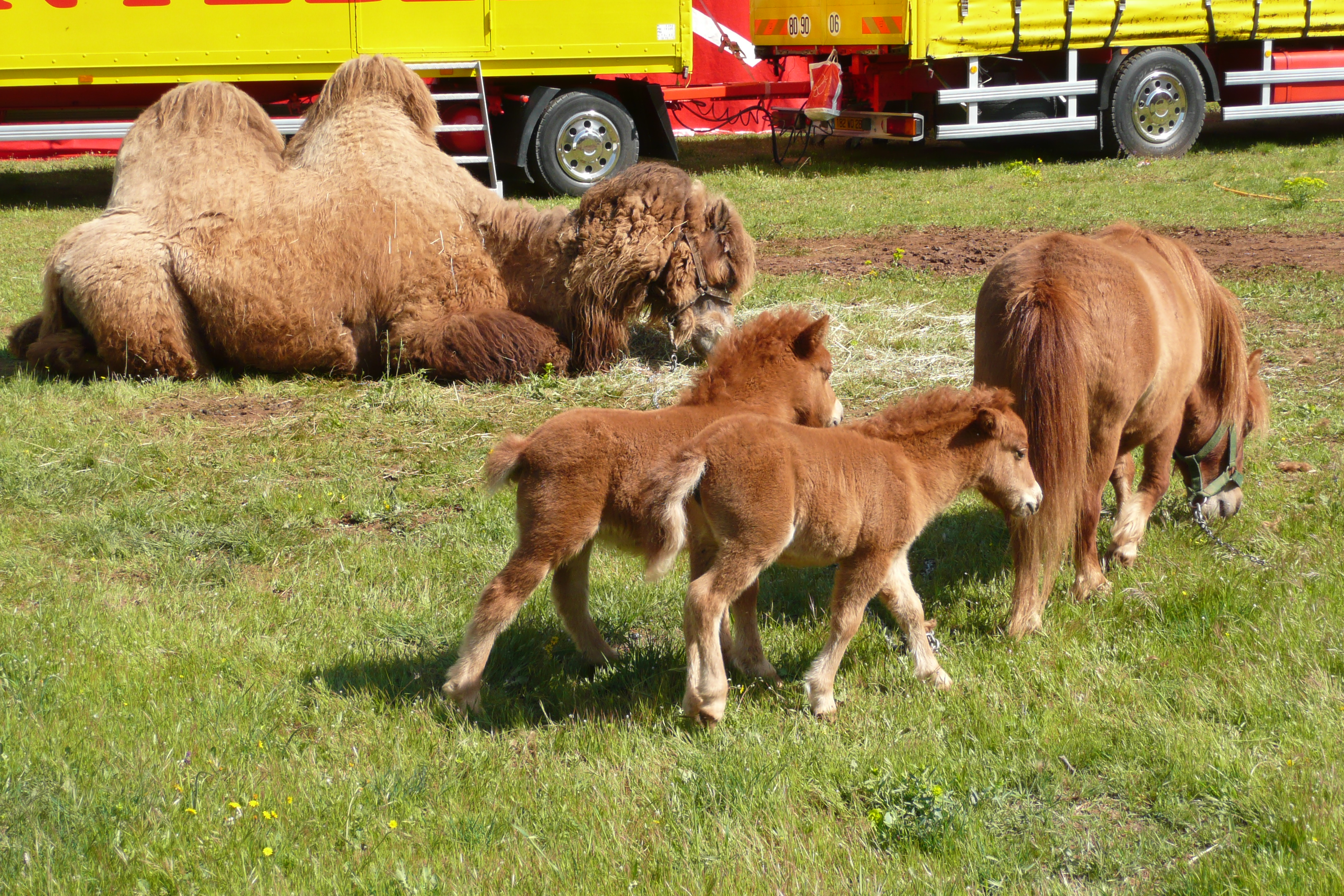
Poneys Shetland d'une troupe de cirque à Mérindol.

### Autres utilisations
Le Shetland est présent en équithérapie, en tant que monture thérapeutique pour enfants handicapés, un usage documenté depuis 1969. Il existe aussi quelques usages en équitation éthologique, notamment dans l'Aude.
Dans les élevages de chevaux de sang, des étalons Shetland sont également utilisés comme souffleurs, les mâles Shetland étant très sexués dans leur comportement.
Ce poney est aussi très présent dans les fermes pédagogiques, et plus largement comme attraction dans divers lieux ouverts au public, tels que des parcs animaliers.

### Croisements et influences sur d'autres races
Cette race a contribué à la formation des races de chevaux miniatures,,,, à commencer par le Falabella, par croisement et sélection.
Le poney classique allemand a été sélectionné à partir du Shetland, de même que le Shetland américain et le poney des Amériques,. Le Dartmoor et le Chincoteague (durant les années 1960) ont aussi reçu son influence. Enfin, le Shetland constitue une part importante de l'origine des nombreux poneys sans papiers.

## Diffusion de l'élevage

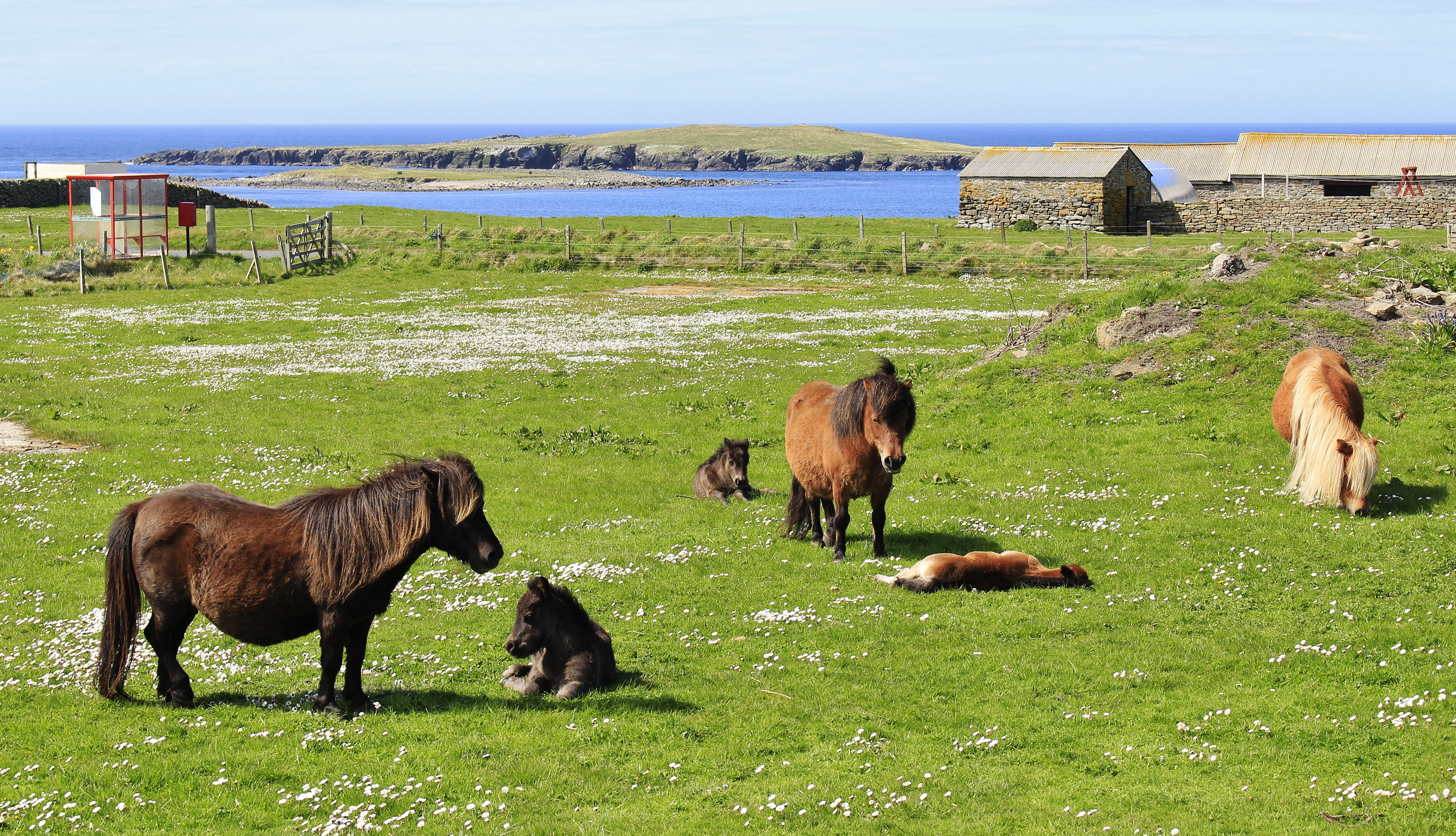
Élevage de poneys à Virkie, sur les îles Shetland.

L'ouvrage Equine Science (4e édition de 2012) classe le Shetland parmi les races de chevaux connues au niveau international. Cette race est en effet commune et largement diffusée ; introduite dans de nombreuses régions du monde, elle se retrouve dans une grande variété de pays,. Des milliers de Shetland ont quitté leur île, ou celle de Grande-Bretagne, pour être importés, entre autres, aux États-Unis, au Canada et dans la majeure partie de l'Europe. On les retrouve en Allemagne, au Luxembourg, en Belgique, aux Pays-Bas, au Danemark, en Suède (stud-book créé en 1968), en Finlande (stud-book créé en 1989), en Norvège (stud-book créé en 1970), en Bulgarie, en Hongrie, en Ukraine, à Cuba, au Honduras, en Uruguay, au Pérou, en Afrique du Sud et en Arabie saoudite. L'élevage polonais a débuté durant les années 1990.
Cela s'explique du fait que le Shetland est longtemps resté le seul poney disponible sur le « marché de niche » que représente l'apprentissage de l'équitation chez les jeunes enfants. Il est cependant difficile de comptabiliser précisément le nombre de Shetlands dans le monde, à cause des nombreux poneys sans papiers.
Son élevage est simple à mettre en place, car c'est une race rustique particulièrement bien adaptée aux éleveurs débutants avec une petite structure, et pour laquelle il existe une demande, celle des poneys-clubs. Les élevages européens visent ainsi à répondre à la demande en montures d'équitation sur poney. Cependant, les débouchés économiques peuvent être compliqués par la recherche d'un prix d'achat peu élevé, et par le grand nombre de poneys sans papiers de petite taille. Cela en fait un élevage généralement peu lucratif.

### Au Royaume-Uni

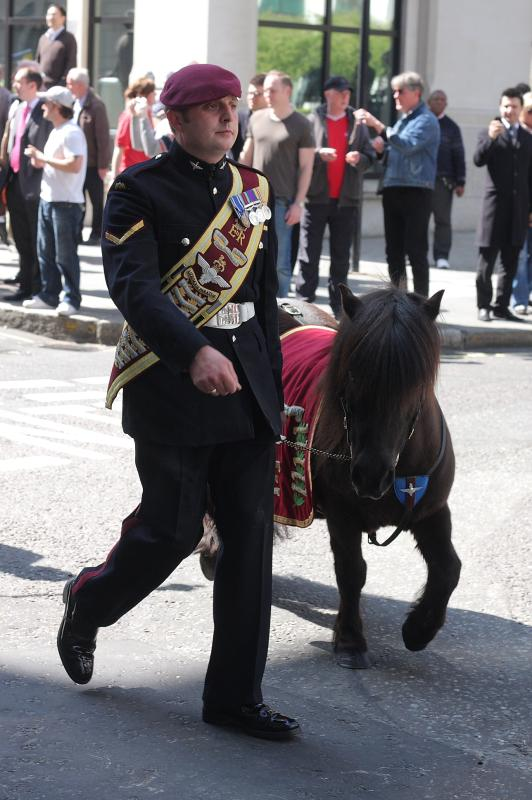
Pegasus, poney Shetland mascotte d'un régiment de parachutistes britanniques.

Au Royaume-Uni, l’élevage du Shetland est pratiqué sur l’ensemble du territoire. Des ventes officielles réalisées par le stud-book sont organisées chaque automne à Aberdeen et à Reading. Des acheteurs venus du monde entier y participent.
Le Shetland est souvent attelé au Royaume-Uni, notamment car la reine Victoria utilisait une paire de Shetlands attelés au château de Windsor et à Holyrood.
D'après Emmanuelle Brengard, on dénombre environ 5 000 naissances chez le Shetland chaque année (en 2013) au Royaume-Uni. La base de données DAD-IS répertorie cependant 1 895 poneys dans le stud-book en 2021, avec tendance à la stabilité des effectifs.

### Aux Pays-Bas
La présence du Shetland aux Pays-Bas est très ancienne, remontant à 1680. L'élevage progresse durant l'entre-deux-guerres, avec l'interdiction d'usage des chiens comme animaux de traction ; cela pousse à les remplacer par le Shetland, qui a l'avantage d'être économique d'entretien. Des paysans néerlandais pauvres démarrent leurs propres élevages de Shetland, généralement à partir de deux ou trois poneys sans papiers.
L'association néerlandaise des éleveurs de Shetland est créée en 1937. La Seconde Guerre mondiale nuit à cet élevage à cause des réquisitions allemandes. Il redémarre à la fin des années 1940, particulièrement lorsque Mme Simon Thomas de Vries importe l'étalon noir Supreme of Marshwood depuis l'Angleterre. Les importations sont alors croissantes durant les années 1960 à 1970. La population hollandaise de Shetland fait l'objet d'une étude génétique et phénotypique en 1993, pour estimer les valeurs d'élevage des étalons et améliorer la sélection en élevage.
Les Pays-Bas sont désormais, après le Royaume-Uni, le second pays d'élevage du Shetland, avec environ 4 000 naissances annuelles en 2013. Une enquête de 2022 indique la présence d'environ 150 000 Shetlands dans tous les Pays-Bas.
Le Shetland hollandais est généralement plus léger et sportif que l'anglais. La race est populaire en concours de modèle et allures, et à l'attelage.

### En Belgique
L'élevage belge est proche de celui des Pays-Bas, le Shetland étant surtout élevé en région flamande. Le stud-book est reconnu en 1960. La race est recherchée pour sa tête expressive. Ces poneys sont, entre autres, exportés vers la France.
La Belgique compte entre 556 et 834 Shetlands en 2013.

### Aux États-Unis

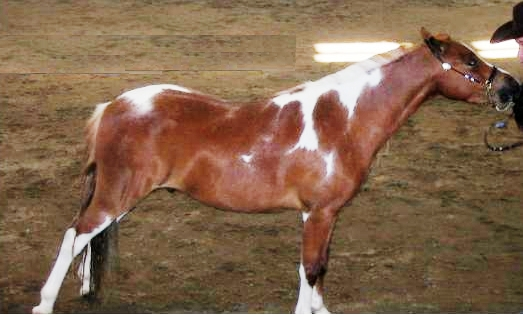
Modern American Shetland au modèle.

Les premiers poneys shetland sont importés aux États-Unis dans les années 1880,, directement depuis le haras des Londonderry. Le chuchoteur John Rarey est connu pour avoir voyagé dans les îles Shetland afin d'y acquérir quatre poneys, qu'il a présentés en spectacle. En 1885, Eli Elliott importe 75 poneys dans l'Ohio. Deux ou trois ans plus tard, une association voit le jour sous le nom de American Shetland Pony Club (ASPC),. Une autre est créée en 1890 sous le nom de Shetland Pony Stud Book Society. L'importation atteint son plus haut niveau durant les années 1900, avant de quasiment disparaître.
Dans les années 1970, l’intérêt du Shetland comme monture pour enfant se perd aux États-Unis ; ses éleveurs s'orientent vers l’attelage et le show. Pour y parvenir, ils modifient le poney shetland originel afin d’obtenir un poney plus grand, aux membres plus longs et à l'encolure plus fine. Ils croisent ainsi le Shetland avec des poneys Welsh et Hackney. Les croisements ont été réalisés au fil du temps dans une plus ou moins grande proportion pour aboutir à deux types bien distincts. L’ASPC fait donc la distinction entre le Modern American Shetland, fin et élancé, et le Classic Shetland, plus rond. Le terme « Classic » est cependant à nuancer, car les spécimens de ce registre ne ressemblent plus au shetland originel et ne respectent pas les standards anglais de la race. La taille maximale du shetland américain est de 112 cm au garrot.
Durant les années 1980, des importations de Shetland écossais ont repris.

### En Allemagne

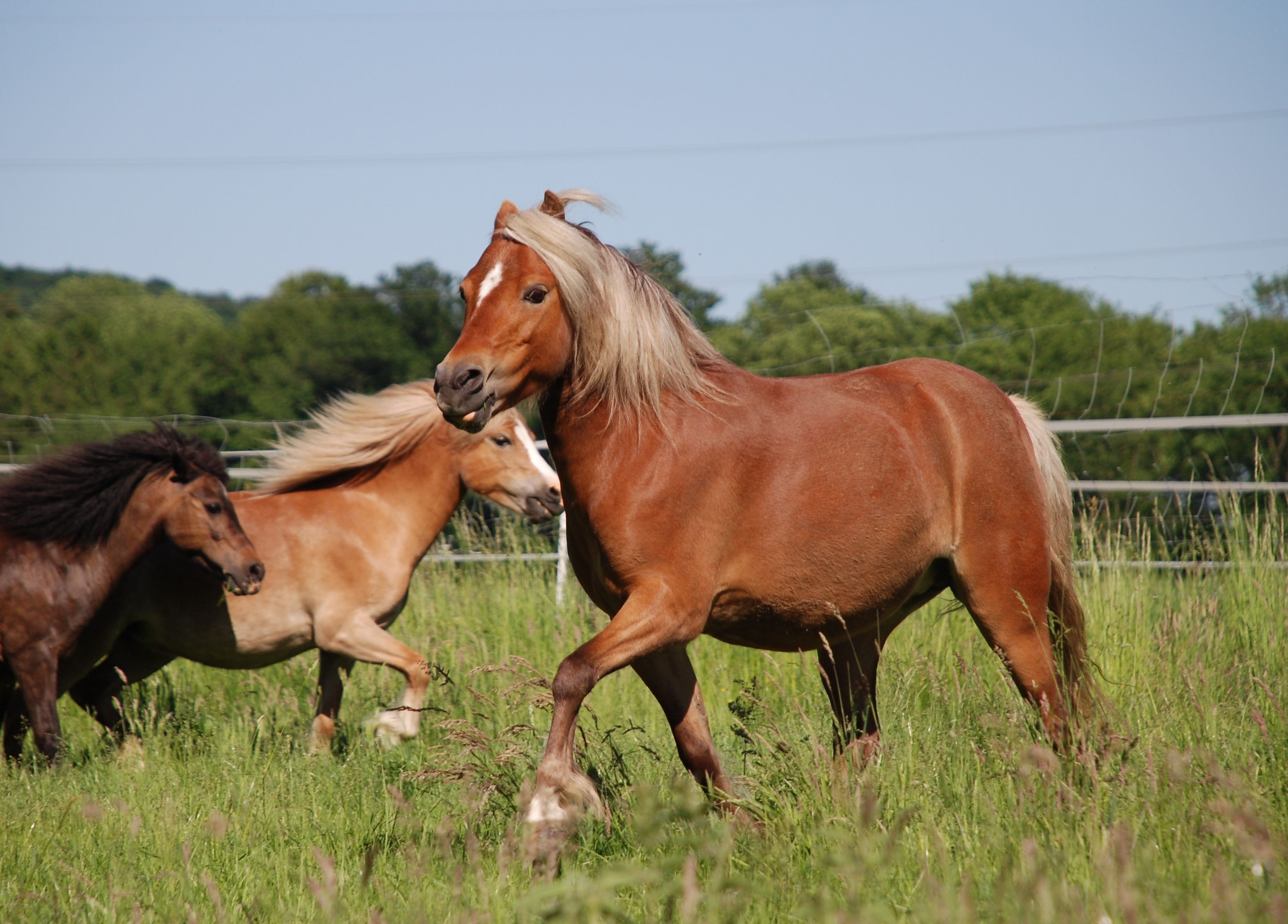
Le poney classique allemand, très proche du Shetland.

Si le premier haras allemand de Shetland est établi en 1900, la situation de la race en Allemagne diffère de celle du reste de l'Europe, puisque le Shetland y est arrivé via des prises de guerre au cours du XXe siècle. Les poneys n'y correspondent pas toujours au standard britannique, étant souvent plus grands, et parfois de robe tachetée. Ils sont dans un premier temps utilisés pour le travail de ferme léger et par l'armée. Un stud-book est établi en 1935. Le Shetland transporte du matériel pour l'infanterie nazie durant la seconde guerre mondiale.
En 2001, les éleveurs allemands créent leur propre « race » à partir des poneys croisés Shetland, qu'ils nomment poney classique allemand : ces derniers sont plus grands et plus fins.
Les naissances annuelles de Shetland en Allemagne sont d'environ 2 000 en 2013, d'après Brengard. La base DAD-IS indique la pésence de 3 399 Shetlands dans toute l'Allemagne en 2022.
En 2020, une étudiante en agriculture allemande voyage à pieds jusqu'à Dundee en Écosse en compagnie de son poney Shetland.

### Au Danemark

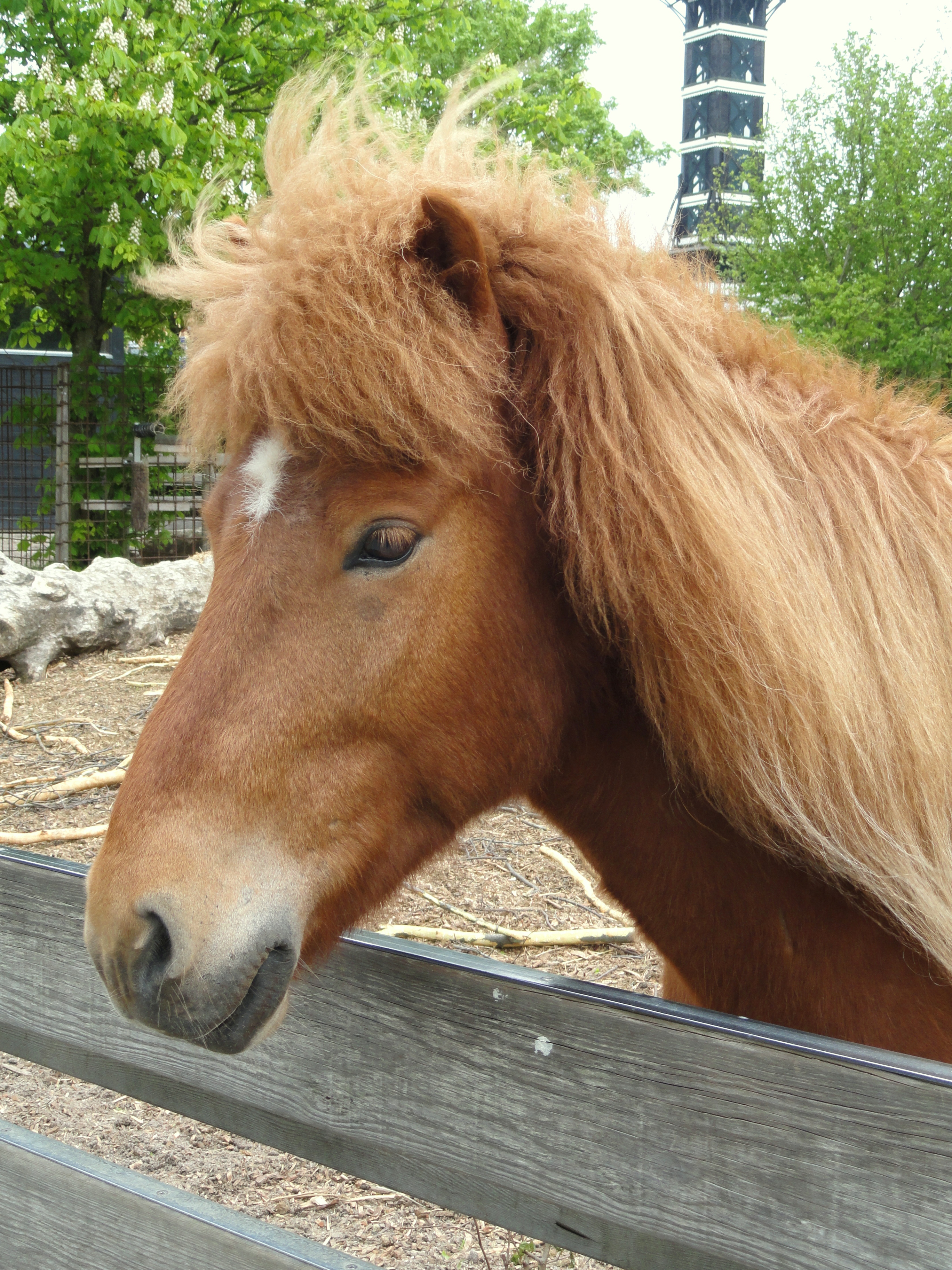
Poney Shetland alezan au zoo de Copenhague.

Cinq Shetland anglais identifiés dans le stud-book arrivent au Danemark au cours des années 1930 ; une seconde trace d'importation officielle remonte à 1959, avec six nouveaux Shetlands issus du stud-book anglais. La race est officiellement reconnue au Danemark cette même année.
Les importations deviennent massives durant les années 1960, avec l'ouverture des frontières. Elles diminuent ensuite, les éleveurs danois comptent de plus en plus sur leur propre cheptel.
L'élevage danois, très réglementé, concerne surtout de petits Shetlands de robe alezane. Entre 1 000 et 10 000 poneys Shetland sont recensés au Danemark en 1998.

### En France

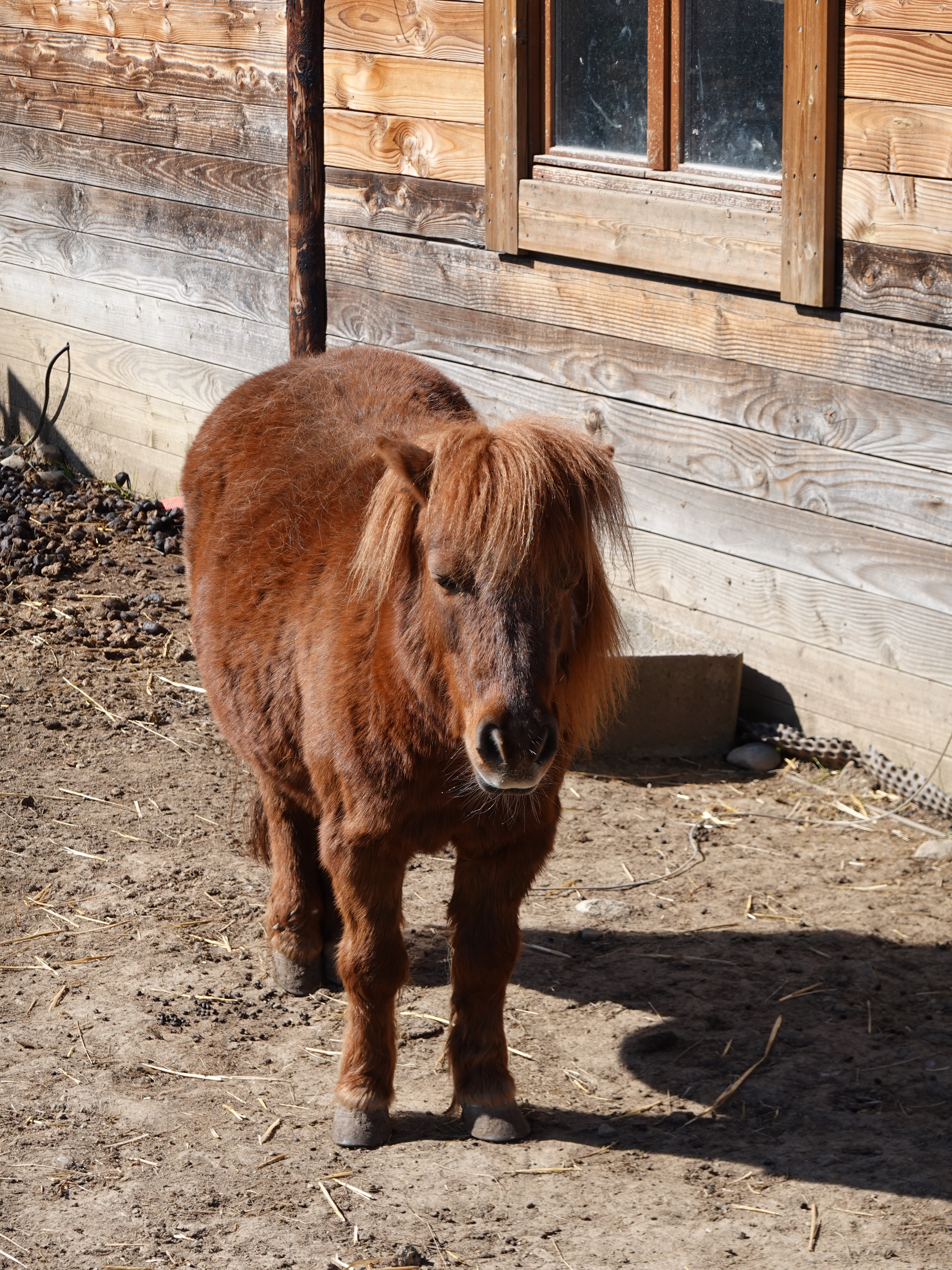
Poney Shetland à Neydens, en France.

Le Shetland arrive timidement en France avec une importation de 12 poneys en 1920, puis durant les années 1950 depuis la Belgique et les Pays-Bas. Il est importé de façon beaucoup plus massive une vingtaine d'années plus tard, avec la popularité des poney-clubs et grâce à l'influence de la série télévisée Poly, diffusée sur l'ORTF. Son registre généalogique est créé en 1966 dans ce pays, avec le Groupement des éleveurs de poney Shetland (GEPS). Plus de 500 poneys arrivent du Royaume-Uni durant cette décennie.
Le principal élevage français de l'époque appartient au comte du Bois-Guilbert, qui souhaitait à l'origine trouver des poneys adaptés à ses enfants. Le Shetland est officiellement reconnu par les Haras nationaux en 1976, le GEPS restant seule responsable de son registre généalogique jusqu'en 1999.
Le Shetland représente 22 % des immatriculations de poneys en France en 2013. Cette même année, on recense 748 Shetland immatriculés, 1 217 ponettes saillies et 384 étalons en activité. 11 122 Shetlands sont recensés en France en 2018. L’élevage sur le territoire français est concentré sur la Bretagne, la Normandie, le Centre-Val de Loire et l’Auvergne. Le nombre d’élevages de poneys shetland est de 418 en 2013. L'association française du poney Shetland gère depuis le stud-book dans ce pays. Le plus important concours d’élevage français a lieu pendant la foire de Tours. Les championnats de race se déroulent aux mois d'août et de septembre à Lignières. Le Shetland est représenté au salon international de l'agriculture, un sujet provençal ayant fait sensation pendant l'édition de 2024.

### En Australie
De nombreux poneys des îles britanniques ont été exportés vers l'Australie. En 1931, la Australian Pony Stud Book Society reconnaît le Shetland parmi les trois types de poneys présents dans ce pays. En 2022, une enquête au niveau de la race donne entre 5 000 et 50 000 Shetlands présents sur le territoire australien.

## Dans la culture
Dans l'imagination populaire, le Shetland correspond à l'archétype du poney,,. Il incarne le concept de « mignon », provoquant souvent une émotion d'attendrissement grâce à son apparence, surtout celle de sa tête. C'est une race très connue en France, mais plus encore dans son pays natal. Il est très fortement présent dans l'imaginaire enfantin. Il se retrouve aussi bien sur des calendriers, des agendas et des magazines pour la jeunesse.
Il figure sur le blason des îles Shetland.

### Grand national du Poney Shetland

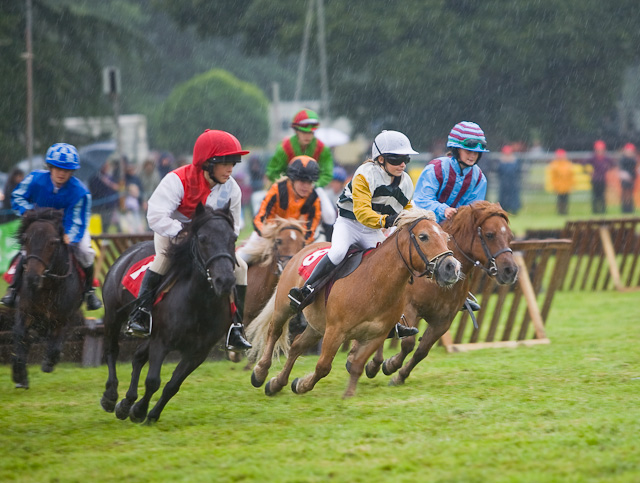
Édition 2008 du Shetland Pony Grand National.

En 1981, un événement caritatif est créé à Londres, le Grand National du poney Shetland (Shetland Pony Grand National). Basé sur le même principe que les courses de steeple-chase pour les adultes, c'est une course de haies où des enfants et leurs poneys s’affrontent chaque année en décembre lors de l’Olympia International Horse Show de Londres. Cette compétition est très populaire et rencontre un vif succès,. Dix cavaliers sélectionnés, âgés de 9 à 13 ans, y participent en tenue de jockey.
Il existe une course de Shetlands similaire en Nouvelle-Zélande.

### Peinture et dessin

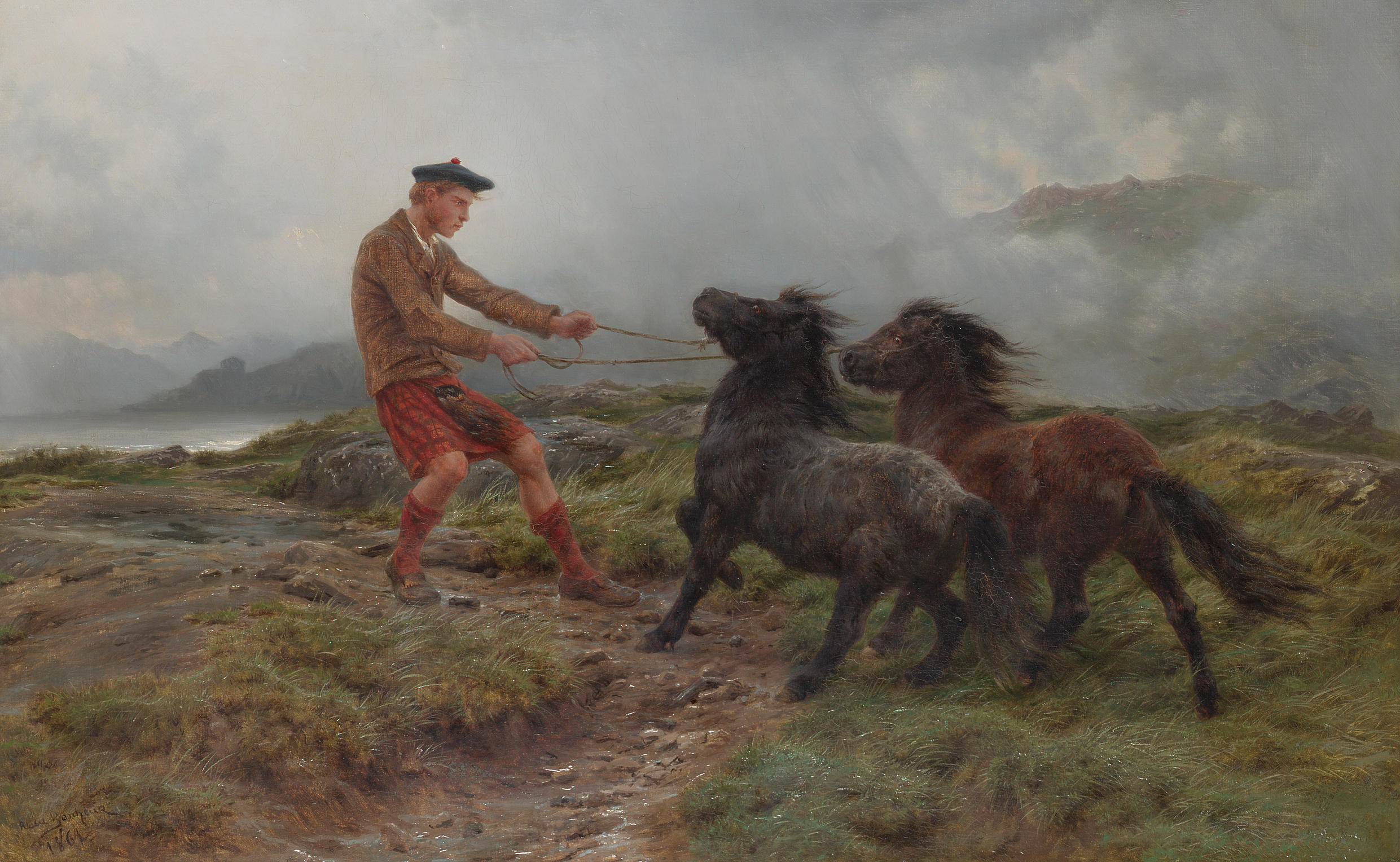
Un ghillie et deux poneys Shetland par un temps brumeux, par Rosa Bonheur (1822-1899). Collection privée.

Le Shetland est dépeint dans les arts visuels.
Un portrait équestre de John Samuel Bradford lorsqu'il était enfant, à dos de poney Shetland, illustre le succès de cette race parmi la haute société anglaise de l'époque victorienne.
L'artiste française Rosa Bonheur a peint un poney Shetland lors de séjours en Écosse. L’œuvre est signée et mesure 38 x 54,5 cm.
Norman Thelwell (en) (1923 – 2004), dessinateur humoristique anglais de chevaux et d'équitation, est particulièrement connu pour ses dessins de poneys de type Shetland au tempérament énergique, têtu et joueur, et de leurs jeunes cavaliers tantôt complices, tantôt malmenés.

### Littérature, cinéma et télévision
Le Shetland est très bien représenté dans les romans de littérature d'enfance et de jeunesse notamment pour les jeunes enfants, ainsi qu'au cinéma et à la télévision.
Le 20th Century Studios offre en 1937 un Shetland a sa star de sept ans, Shirley Temple. Dans le roman Autant en emporte le vent ainsi que le film qui en est tiré, la fille de Scarlett O'Hara, Bonnie Blue, reçoit un poney Shetland ; cet animal joue ensuite un rôle important dans le déroulement de l'histoire.
Poly est un poney shetland alezan aux crins blonds, héros d'une série de livres et d'une série télévisée éponyme diffusée en France dans les années 1960, Poly. La série télévisée a connu une très large diffusion, avec de nouveaux épisodes « à tiroirs » tournés jusqu'en 1973,. Les romans ont été publiés entre 1964 et 1988, et sont encore réédités.
Sheltie est une série de romans anglais dont le héros est un poney Shetland ; d'après le site web des éditions Bayard, qui l'ont traduite vers le français, la série de 26 tomes s'est vendue à près de 560 000 exemplaires.